# Kamala Harris
Kamala Devi Harris (Oakland, 20 ottobre 1964) è una politica statunitense, 49º vicepresidente degli Stati Uniti d'America sotto la presidenza Biden dal 2021 al 2025. Membro del Partito Democratico, Harris è la prima asioamericana e afroamericana, nonché la prima donna, a diventare Vicepresidente degli Stati Uniti d'America, mentre in precedenza è stata senatrice per lo stato della California dal 2017 al 2021, 32ª procuratrice generale della California dal 2011 al 2017 ed infine 27ª procuratrice distrettuale di San Francisco dal 2004 al 2011. Harris è stata inoltre la candidata del Partito Democratico nelle elezioni presidenziali del 2024.
Nata a Oakland da madre indiana, immigrata da Chennai, e da padre di origine giamaicana, Kamala Harris studia alla Università Howard e all'Hastings College of the Law di San Francisco. Dopo gli studi, lavora come vice procuratrice distrettuale della Contea di Alameda dal 1990 al 1998. Dopo aver lavorato per due anni presso quell'ufficio, nel 2003 è eletta procuratrice distrettuale di San Francisco, sconfiggendo il procuratore in carica Terence Hallinan. Rieletta nel 2007, resta in carica fino al 2011. Nel 2010 viene eletta procuratrice generale della California e rieletta ancora nel 2014. 
Nel 2016 si candida alle elezioni per il Senato per succedere a Barbara Boxer che aveva annunciato il suo ritiro dopo 24 anni come senatrice. Il 7 giugno risulta nettamente la più votata nelle cosiddette jungle primaries della California a cui partecipano i candidati di tutti i partiti e che ammettono i due candidati più votati alle elezioni generali di novembre. L'8 novembre sconfigge l'altra democratica Loretta Sanchez con il 62,5% dei voti, nelle prime elezioni senatoriali della storia della California a cui non partecipano candidati repubblicani, diventando la prima afro-asioamericana ad essere eletta al Senato.
Il 12 agosto 2020 è stata scelta dal candidato democratico Joe Biden come candidata vicepresidente in vista delle elezioni presidenziali, in cui ha prevalso il partito Democratico, rendendola la prima vicepresidente donna e la prima vicepresidente asioamericana della storia degli Stati Uniti d'America. Nel dicembre 2020 il settimanale statunitense Time l'ha scelta come «persona dell'anno» insieme al presidente eletto Joe Biden. Il 19 novembre 2021 diventa la prima donna a esercitare le funzioni di presidente degli Stati Uniti, sostituendo temporaneamente Biden mentre veniva sottoposto all'anestesia per una colonscopia.
Nel 2024 diviene la candidata del Partito Democratico per le elezioni presidenziali del 2024, dopo il ritiro dalla corsa per un secondo mandato di Joe Biden, diventando la prima donna asioamericana, la seconda persona afroamericana (dopo Barack Obama nel 2008) e la seconda donna in assoluto (dopo Hillary Clinton nel 2016) a correre per la presidenza in rappresentanza di uno dei due maggiori partiti politici. Otterrà in seguito 226 Grandi Elettori, contro i 312 di Donald Trump, risultando sconfitta.

## Biografia

### Infanzia e istruzione

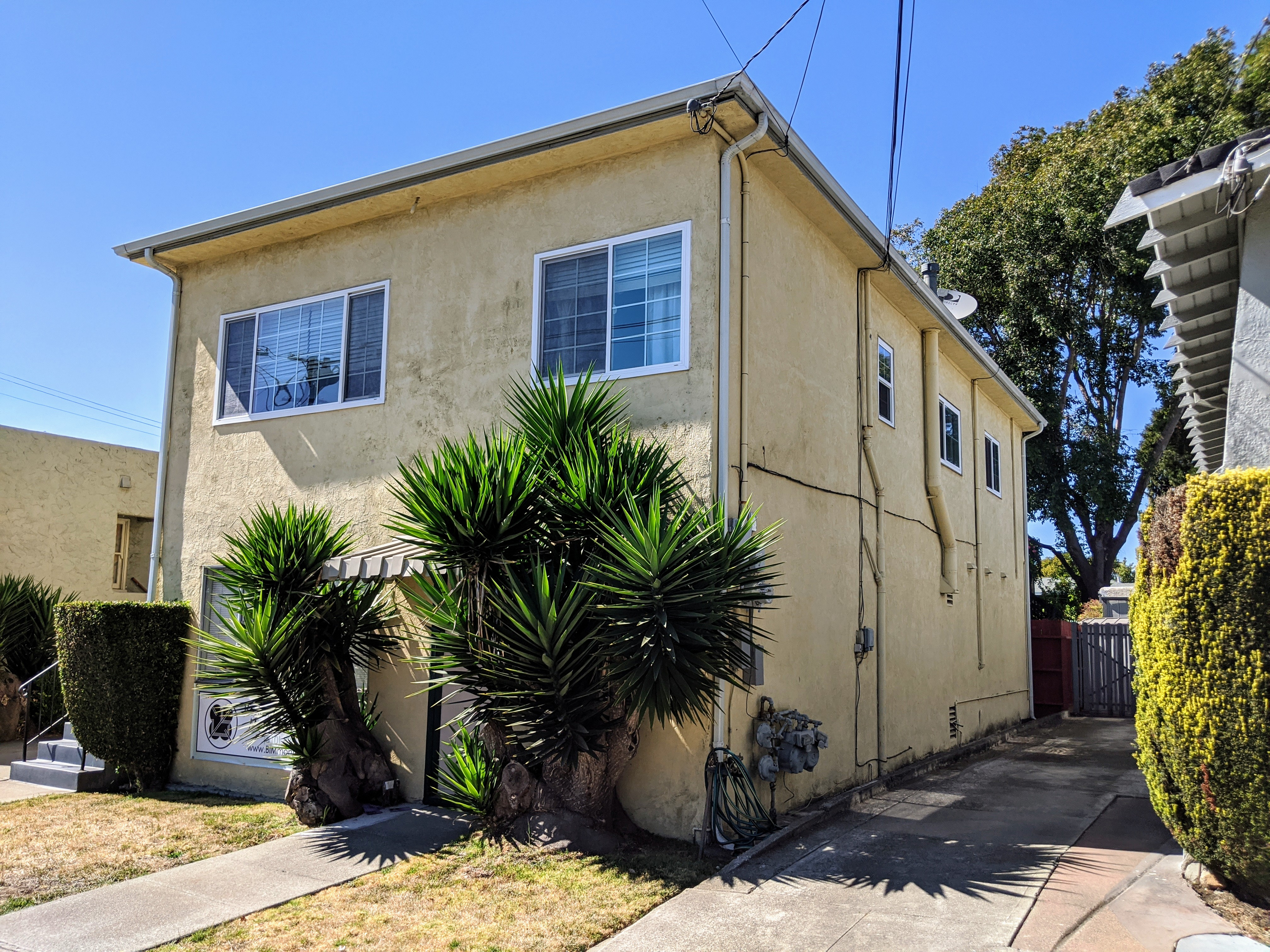
La casa d'infanzia di Kamala Harris a Berkeley in California.

Kamala Devi Harris è nata il 20 ottobre 1964, a Oakland, in California, da Donald Jasper Harris, professore emerito di economia presso l'Università di Stanford, emigrato dalla Colonia della Giamaica nel 1961 per laurearsi in economia alla Università della California - Berkeley, e Shyamala Gopalan, oncologa specializzata nel cancro al seno, emigrata dal Tamil Nadu (India) nel 1960 per conseguire un dottorato in endocrinologia presso la predetta università. In un articolo del 2018 in Jamaica Global, Donald Harris affermò che tra i suoi antenati vi era lo schiavista Hamilton Brown (1776-1843), fondatore della locale chiesa anglicana. Avendo origini indiane tamil e giamaicane, Kamala Harris si definisce semplicemente "americana".
Harris crebbe a Berkeley (California) assieme alla sorella minore Maya Harris. Frequentò sia una chiesa battista per neri sia un tempio induista, e talora con la sorella faceva visita alla famiglia materna a Madras (oggi Chennai) (India). Per questo motivo, Harris scrive nella sua biografia di capire qualche parola di lingua tamil. Gopalan insistette per dare alle figlie nomi associati alla cultura indiana per cercare di preservare la loro identità indiana; Kamala fu chiamata "Kamala Devi" per motivi religiosi, poiché sono entrambe parole derivate dalla mitologia induista. "Kamala" in sanscrito significa "loto" ed è un nome alternativo della dea Lakṣmī, spesso rappresentata con tale fiore; "Devī" in sanscrito significa "dea" ed è pure il nome della divinità femminile che protegge i villaggi.
Harris frequentò la scuola dell'infanzia a Berkeley dal 1969, beneficiando di un programma di integrazione razziale, chiamato desegregation busing, che consisteva semplicemente in un servizio di scuolabus; in effetti la sua scuola materna due anni prima, aveva il 95% di alunni bianchi e invece nel 1969 era frequentata per il 40% da neri. I suoi genitori divorziarono quando lei aveva sette anni; ha detto che quando con sua sorella si trovavano dal papà a Palo Alto nei weekend, i bambini dei vicini non potevano giocare con loro perché erano nere.
Quando aveva 12 anni, Harris e sua sorella si trasferirono con la madre a Montréal (Canada), dove la madre era diventata ricercatrice presso il Jewish General Hospital e insegnante presso l'Università McGill. Kamala frequentò la Westmount High School a Westmount, diplomandosi nel 1981.
All'Università Howard di Washington, conseguì nel 1986 la laurea di primo livello (Bachelor of Arts) in scienze politiche ed economia; si affiliò alla confraternita femminile studentesca Alpha Kappa Alpha; fu un membro carismatico della squadra universitaria di dibattito; durante il secondo anno di università lavorò per il senatore democratico Alan Cranston. Ritornò in California, dove nel 1989 conseguì la laurea in legge (Juris Doctor) presso l'Hastings College of the Law di San Francisco. Superò l'esame di avvocato e ottenne l'ammissione allo State Bar of California il 14 giugno 1990.

## Carriera politica

### Primi incarichi presso le procure distrettuali
Nel 1990 Harris fu assunta come vice procuratrice distrettuale della Contea di Alameda, dove si fece notare come "un'abile procuratrice che sta facendo progressi". Nel 1994 il portavoce della camera bassa della California Willie Brown (che aveva una relazione con Harris) la nominò membro del tribunale amministrativo Unemployment Insurance Appeals Board e in seguito della California Medical Assistance Commission. Harris prese sei mesi di aspettativa dal lavoro di procuratrice per svolgere queste due nuove mansioni.
Nel febbraio 1998 il procuratore distrettuale di San Francisco, Terence Hallinan, assunse la Harris come assistente procuratrice distrettuale. A San Francisco divenne capo della Career Criminal Division, coordinando il lavoro di altri cinque procuratori sui crimini più gravi del distretto e soprattutto casi ricadenti nella three-strikes law (letteralmente: "legge dei tre colpi", una legge che prevede inasprimenti di pena per le recidive).
A San Francisco entrò in contrasto con Darrell Salomon, il principale assistente del procuratore distrettuale. L'oggetto della disputa fu la Proposition 21: una legge dello stato della California, varata nel 2000, che aumentò le pene per alcuni reati violenti e reati correlati alle gang, e offrì ai procuratori l'opzione di processare gli imputati minorenni davanti alla Corte Suprema invece che davanti ai tribunali per i minori. Harris aveva fatto campagna contro tale provvedimento, con appelli e interventi alle manifestazioni. Per effetto di questo conflitto, sia Salomon sia Harris lasciarono l'incarico presso l'ufficio del procuratore di San Francisco.
Nell'agosto del 2000 Harris intraprese dunque una nuova occupazione presso il Municipio di San Francisco, lavorando per il city attorney Louise Renne. Harris gestiva la Family and Children's Services Division seguendo casi di affidi e adozioni, maltrattamento di bambini, violenza domestica, regolamentazioni edilizie e salute pubblica. Renne disse di lei: «rappresenterà il miglior DA [district attorney] che questa città abbia visto da moltissimi anni a questa parte».

### Campagna del 2003 per procuratrice distrettuale

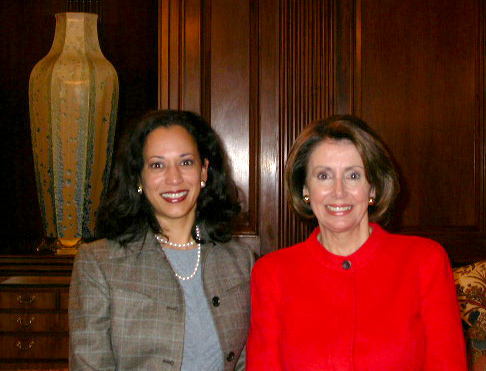
Kamala Harris nel 2004 con la parlamentare della California Nancy Pelosi, che in seguito per due volte sarà Presidente della Camera dei rappresentanti degli Stati Uniti.

Nel 2002 iniziò a "raccogliere metodicamente sostegno" per candidarsi contro Hallinan, chiamando Mark Buell, patrigno della sua amica Summer Tompkins Walker, per informarlo delle proprie intenzioni. Buell si propose di farle da responsabile finanziario per la campagna elettorale e la avvisò che avrebbe dovuto raccogliere più di 150 000 dollari per battere l'uscente, la più alta somma mai raccolta per quella carica. Lui e Harris organizzarono una commissione finanziaria che comprendeva perlopiù amiche di Harris, tra cui Vanessa Getty e Susan Swig.
Harris cercò di condurre una campagna che sovvertisse lo stereotipo delle donne di colore e costituì il suo ufficio per la campagna a Bayview, il "quartiere più isolato" di San Francisco. Competendo contro Hallinan, e il procuratore della difesa Bill Fazio, Harris era la meno conosciuta fra i candidati, ma nota per essere "brillante, alacre e qualificata". 
La macchina elettorale di Harris riuscì a influire sulla Commissione Centrale (composta di 24 membri) — tra cui la senatrice Dianne Feinstein e l'allora capa della maggioranza Nancy Pelosi — dei Dem californiani a ritirare il proprio appoggio a un candidato uscente. Hallinan e Fazio cercarono di far passare Harris per la compagna di Willie Brown, che per lei faceva campagna e raccoglieva fondi, attraverso un PAC. Harris negò di trarre vantaggio finanziario da Brown e bollò le affermazioni usate per collegarla a Brown come misogine.
Nell'ottobre 2003 la San Francisco Ethics Commission rilevò che Harris aveva senza intenzione violato la legge della città sul finanziamento delle campagne elettorali superando il limite di 211 000 dollari di spesa volontaria. Nella circostanza fu comminata quella che all'epoca era considerata la più alta sanzione pecuniaria per quella legge: la Ethics Commission irrogò 34 000 dollari tra sanzioni e misure correttive, e le ordinò di sostenere inserzioni a pagamento su quotidiani per informare gli elettori che aveva superato il limite di spesa. Harris prese completamente su di sé la colpa, dicendo: "Leadership non è il fatto di essere perfetti. Leadership significa assunzione di responsabilità." Harris spese quasi 625 000 dollari mentre Hallinan poco più di 285 000; entrambi accedettero al ballottaggio elettorale generale con il 33 e il 37% dei voti, rispettivamente.
Hallinan cercava la rielezione sullo sfondo dello scandalo detto "Fajitagate" in cui tre poliziotti fuori servizio erano incorsi in una rissa con cittadini per una borsa di fajita. Hallinan dichiarò che Prentice E. Sanders, il primo nero diventato capo della polizia cittadina, e altri agenti erano implicati in una dissimulazione dei reati di tre agenti fuori servizio, incriminandoli tutti per ostacolo alla giustizia nel febbraio 2003. Sanders si dimise, ma Hallinan fu costretto a ritirare le accuse contro Sanders nemmeno un mese più tardi, accorgendosi che non poteva dimostrare un accordo criminale. Sanders fece causa e ottenne di essere dichiarato di fatto innocente, il che offuscò la credibilità di Hallinan.
Al ballottaggio, Harris si impegnò a non richiedere mai la pena di morte e ad invocare la three-strikes law solo contro chi si fosse macchiato di crimini violenti. Harris condusse una campagna "energica", sostenuta dall'ex sindaco Willie Brown, dalla senatrice Dianne Feinstein, dallo scrittore e fumettista Aaron McGruder, dai comici Eddie Griffin e Chris Rock. Harris prese le distanze da Hallinan attaccandone i risultati. Precisò che aveva lasciato l'ufficio perché era tecnologicamente inetto e "disfunzionale", sottolineando il suo "terribile" tasso di condanna del 52 percento nei reati gravi contro l'83 percento del tasso medio di condanna nel resto dello Stato. Accusò Hallinan di gestire male il suo ufficio promuovendo persone senza riguardo per la meritocrazia e insabbiando le denunce di illeciti dei procuratori. Harris aggiunse ancora che il suo ufficio non stava facendo abbastanza per fermare la violenza in città con le armi, specie nei quartieri poveri come Bayview-Hunters Point e Tenderloin, e infine stigmatizzando la sua inclinazione ad accettare il plea bargaining nei casi di violenza domestica: "Non è progressista essere morbidi con il crimine."
Harris vinse con il 56 percento dei voti, diventando la prima procuratrice distrettuale di colore in California.

### Sicurezza pubblica

#### Tasso di condanna per gravi reati
Nel 2009 Harris fece salire il tasso di condanna per reati gravi dal 50%, tasso prima del suo mandato, al 76%. Le condanne per spaccio di droga crebbero dal 56% del 2003 al 74% del 2006.
Harris fu l'unica candidata nel 2007.

#### Reati non violenti
Nel 2004 l'ufficio di Harris incriminò due dipendenti di tipografia per aver sversato inchiostri pericolosi nel quartiere Bayview; i due uomini si dichiararono colpevoli e ottennero la sospensione condizionale della pena. Nell'estate 2005 la Harris creò un'unità per i reati ambientali.
Nel 2007 Harris e il procuratore cittadino Dennis Herrera indagarono il consigliere di San Francisco Ed Jew per aver violato i requisiti di residenza necessari per mantenere il suo incarico di consigliere; Harris incriminò Jew per nove reati, affermando che avesse mentito sotto giuramento e falsificato documenti per far sembrare che risiedesse in una casa del Sunset District, com'era necessario perché potesse candidarsi a un seggio da consigliere del Distretto 4. Jew si dichiarò colpevole nell'ottobre 2008 in relazione ad accuse non collegate (frode postale, richiesta di "mazzette" ed estorsione) e il mese dopo si dichiarò colpevole per l'accusa "da corte statale" di spergiuro per aver mentito sul suo indirizzo sui moduli di candidatura, nell'ambito di un plea agreement (sorta di patteggiamento) in cui venivano abbandonate le altre accuse "statali" e Jew acconsentiva a non assumere più incarichi elettivi in California. Harris descrisse il caso come "un fatto di protezione dell'integrità del nostro processo politico, che appartiene al nucleo della nostra democrazia." Per i reati federali, Jew fu condannato a 64 mesi in una prigione federale e ad una multa di 10 000 $; per la condanna "statale" per spergiuro, fu condannato a un anno di prigione di contea, tre anni di libertà vigilata, e circa duemila dollari di multa.
Sotto la direzione di Harris, l'ufficio della procuratrice ottenne più di 1 900 condanne relative a marijuana, tra cui persone condannate per reati di marijuana e altri più seri. Il tasso a cui l'ufficio di Harris perseguì i reati di marijuana fu superiore a quello di Hallinan, ma il numero di imputati condannati alla prigione di stato per tali reati fu notevolmente inferiore. Raramente con Harris si procedette per reati lievi di marijuana, e il suo ufficio seguiva la prassi di non richiedere la carcerazione per reati di possesso di tale sostanza. Il suo successore come procuratore distrettuale, George Gascón, cancellò ogni condanna comminata a San Francisco a partire dal 1975 per reati relativi alla marijuana.

#### Reati violenti
Nei primi anni 2000, il tasso di omicidi pro capite della città e contea di San Francisco superava nettamente la media nazionale. Nei primi sei mesi di incarico, Harris eliminò 27 dei 77 processi per omicidio in arretrato concordando 14 plea bargain e portandone 11 a dibattimento; con 9 condanne e 2 conclusioni senza verdetto, raggiunse un 81% di successo. Portò a dibattimento 49 processi di reati violenti e ottenne 36 condanne, con un tasso di successo dell'84%. Dal 2004 al 2006, Harris toccò un tasso dell'87% di condanne per omicidio e un tasso del 90% per tutti i crimini con uso di armi.

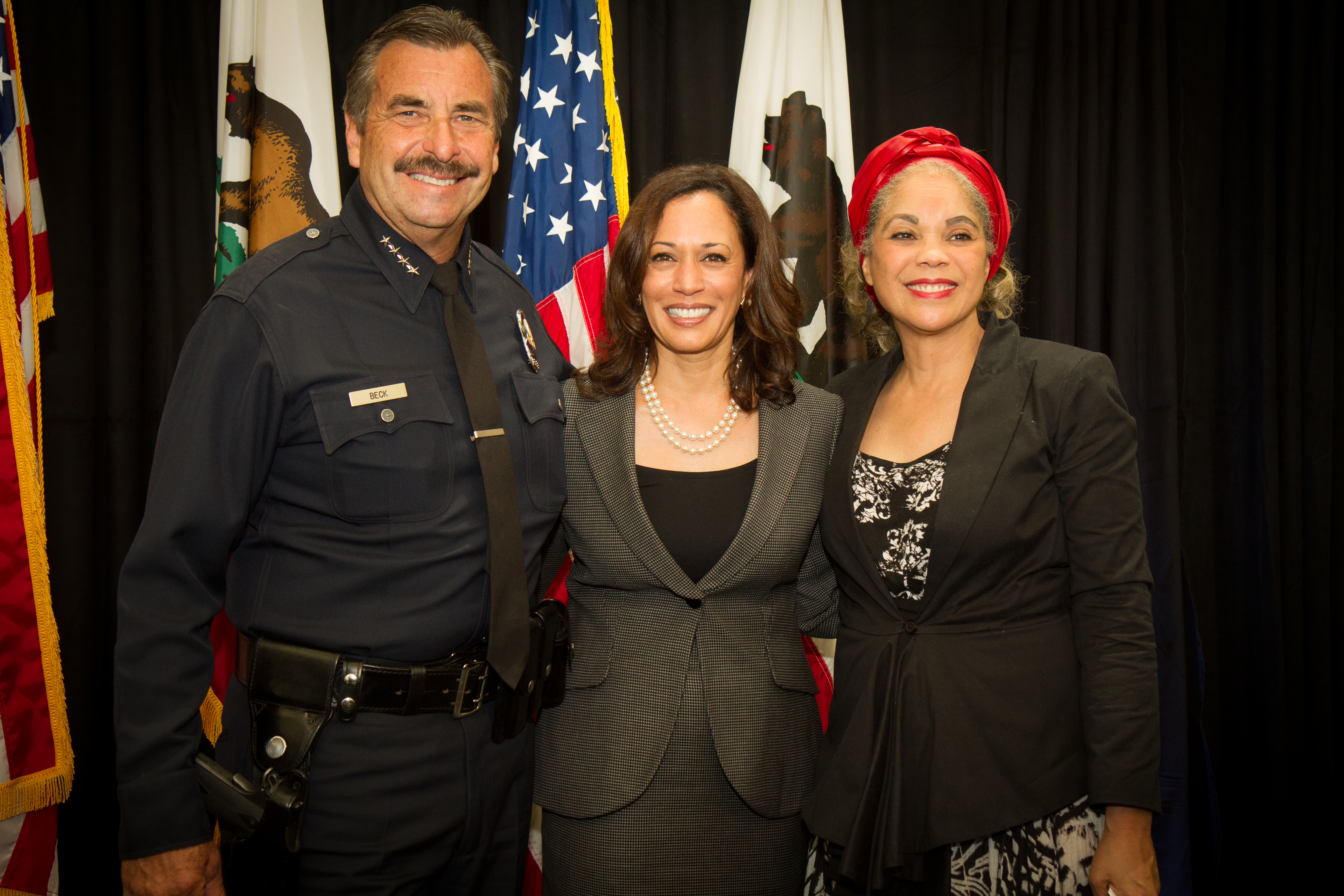
Kamala Harris (al centro) in occasione del 50º anniversario della promulgazione della Legge sui diritti civili

Harris inoltre raccomandò cauzioni più alte per gli imputati di reati con armi da fuoco, sostenendo che in passato le basse cauzioni avevano incoraggiato i forestieri a delinquere a San Francisco. Gli agenti del SFPD riconobbero a Harris il merito di aver limitato i cavilli che gli imputati avevano sfruttato in passato nella determinazione di cauzioni e di programmi antidroga . Oltre a creare un'unità per i reati con armi, Harris si opponeva al rilascio su cauzione di imputati arrestati per tale tipo di reati, richiedeva condanne ad almeno 90 giorni per possesso di armi nascoste o cariche, e qualificava come delitti tutti i casi di possesso di arma d'assalto, aggiungendo che avrebbe richiesto il carcere per i criminali che detenevano o usavano armi d'assalto, e il massimo della pena per i reati collegati alle armi.
Nell'aprile 2005 Harris chiese l'applicazione della three strikes law (recidiva) californiana contro Charles Rothenberg, detto Charley Charles, per possesso illegale di arma da fuoco. Rothenberg era divenuto protagonista della cronaca nera negli anni 1980, dando fuoco a suo figlio Dave (nato David Charles Rothenberg) di sei anni, nel corso di un litigio con la ex moglie per l'affidamento. Rothenberg aveva già scontato sei anni e mezzo di carcere per avere cosparso di cherosene e incendiato la camera d'albergo in cui dormiva il figlio. Essendo stato condannato per tentato omicidio e incendio, e aggiungendovi ora la detenzione abusiva di armi, Rothenberg ricadeva nella fattispecie legale del third strike, che lo esponeva ad una condanna tra 25 anni e il carcere a vita.
Nel maggio 2005 il pregiudicato per reati sessuali Roberto Gamero penetrò in una casa del quartiere Ingleside (San Francisco) e aggredì sessualmente una bambina di nove anni. Gamero fu arrestato con le accuse di violenza sessuale aggravata su minore, molestia di bambini, false imprisonment, furto con scasso, e in seguito condannato a più di 17 anni di reclusione. Nell'estate di quell'anno, l'ufficio di Harris sostenne tre imputazioni di omicidio in circostanze speciali contro LaShaun Harris, che era stata vista gettare i figlioletti — di 2 e 6 anni, e uno di 16 mesi — nella Baia di San Francisco. LaShaun Harris, affetta da schizofrenia paranoide, si dichiarò non colpevole per i tre capi, affermando di aver sentito "la voce di Dio" che le diceva di "sacrificare" i suoi bambini. La giuria la ritenne colpevole di omicidio di secondo grado, ma il giudice sentenziò l'infermità mentale e ordinò che fosse ricoverata per un periodo dai 25 anni al resto dei suoi giorni. La condanna fu confermata in appello.
Harris creò una Hate Crimes Unit, indirizzata contro i crimini d'odio verso bambini e adolescenti LGBT nelle scuole. All'inizio del 2006 Gwen Araujo, una diciassettenne latinoamericana transgender, fu uccisa da due uomini che in seguito esperirono la difesa da panico gay e furono condannati per omicidio di secondo grado. Harris, assieme alla madre di Araujo, Sylvia Guerriero, indisse un convegno di due giorni con almeno 200 procuratori e agenti di polizia di tutta la nazione per discutere strategie atte a contrastare simili difese processuali. Harris in seguito appoggiò [il progetto di legge] A.B. 1160, il Gwen Araujo Justice for Victims Act, che avrebbe imposto al codice penale della California di contenere indicazioni per le giurie affinché, nelle loro decisioni, ignorassero pregiudizio, simpatia, prevenzione, o opinione pubblica, rendendo inoltre obbligatorio per gli uffici dei procuratori distrettuali della California di formare i procuratori [che vanno in udienza] sulle "strategie del panico" e su come evitare che il pregiudizio condizioni i risultati giudiziali. Nel settembre 2006 il governatore della California Arnold Schwarzenegger convertì in legge l'A.B. 1160; tale legge ha formalizzato la norma per cui in California è contrario all'ordine pubblico che gli imputati siano assolti o ottengano la derubricazione della loro imputazione a reato meno grave mediante appello a "pregiudizi sociali".
Nell'agosto 2007 il parlamentare locale californiano Mark Leno propose una legge per proibire le mostre di armi al Cow Palace, e fu appoggiato dalla Harris, dal capo della polizia Heather Fong, e dal sindaco Gavin Newsom. I dirigenti politici della città sostenevano che le esibizioni contribuivano direttamente alla proliferazione di armi illegali e ai tassi esponenziali di omicidi a San Francisco: il sindaco Newsom poco prima nello stesso mese aveva emanato norme locali che vietavano le mostre di armi sulle proprietà del comune e della contea. Leno dichiarò che i commercianti si spostavano in auto per i quartieri popolari vicini e vendevano illegalmente armi ai residenti.
La proposta di legge si sarebbe in seguito arenata, ma l'opposizione locale alle mostre continuò finché nel 2009 il consiglio di amministrazione del Cow Palace votò a favore di un ordine del giorno che bandiva ogni futura mostra di armi.

#### Iniziative contro la dispersione scolastica
Nel 2011 Harris promosse sanzioni penali per i genitori di figli che "marinavano" la scuola come aveva fatto in qualità di procuratrice distrettuale di San Francisco, permettendo alla corte di rinviare il giudizio qualora i genitori aderissero a un periodo di mediazione che riportasse i loro figli a scuola. Vi furono critiche nel senso che i procuratori locali erano troppo inflessibili al riguardo e la linea di Harris aveva un effetto sfavorevole su talune famiglie. Nel 2013 Harris diramò il rapporto In School + On Track, da cui risultava che più di 250 000 alunni delle elementari dello Stato erano "assenti cronici" e il tasso di assenteismo scolastico nelle elementari di tutto lo Stato per l'anno scolastico 2012-2013 sfiorava il 30%, con un danno di quasi 1,4 miliardi di $ per i distretti scolastici, visto che il finanziamento è legato alle percentuali di frequenza.

#### Protezione dell'ambiente
La Harris, come procuratrice generale, diede gran rilievo alla protezione ambientale, dapprima ottenendo un accordo da 44 milioni di $ per ovviare a tutti i danni e costi legati al disastro Cosco Busan (2007), in cui una nave portacontainer aveva urtato il Bay Bridge e sversato 50 000 galloni di olio combustibile pesante nella Baia di San Francisco. Dopo il disastro petrolifero di Refugio (2015), in cui erano stati sparsi circa 140 000 galloni di petrolio greggio sulla costa di Santa Barbara (California), la Harris ispezionò la costa e diede istruzioni al personale della procura affinché investigasse su eventuali reati. Conseguentemente, l'operatore Plains All American Pipeline fu incriminato di 46 capi di imputazione relativi al disastro, e un dipendente fu incriminato per tre reati. Nel 2019, una giuria di Santa Barbara emise un verdetto che trovava Plains colpevole di non aver gestito appropriatamente il suo oleodotto e di altri otto illeciti minori; fu condannata a pagare più di 3 milioni di $ tra sanzioni pecuniarie e risarcimenti.
Dal 2015 al 2016 la Harris ha imposto risarcimenti multimilionari alle compagnie petrolifere Chevron, BP, ARCO, Phillips 66, e ConocoPhillips per la cattive gestione di materiali pericolosi. 
Nell'estate 2016 il costruttore automobilistico Volkswagen AG accettò di pagare fino a 14,7 miliardi di $ per chiudere una serie di denunce riferite ai cosiddetti defeat device usati per aggirare i limiti di emissione sulle sue vetture diesel del dannoso ossido di azoto, benché emettessero in effetti fino a 40 volte quelli consentiti dalla legge statale e federale. La Harris e la direttrice del California Air Resources Board, Mary D. Nichols, annunciarono che la California avrebbe ricevuto 1,18 miliardi di $ più altri 86 milioni di $ pagati allo Stato della California in sanzioni civili.

#### Polizia giudiziaria

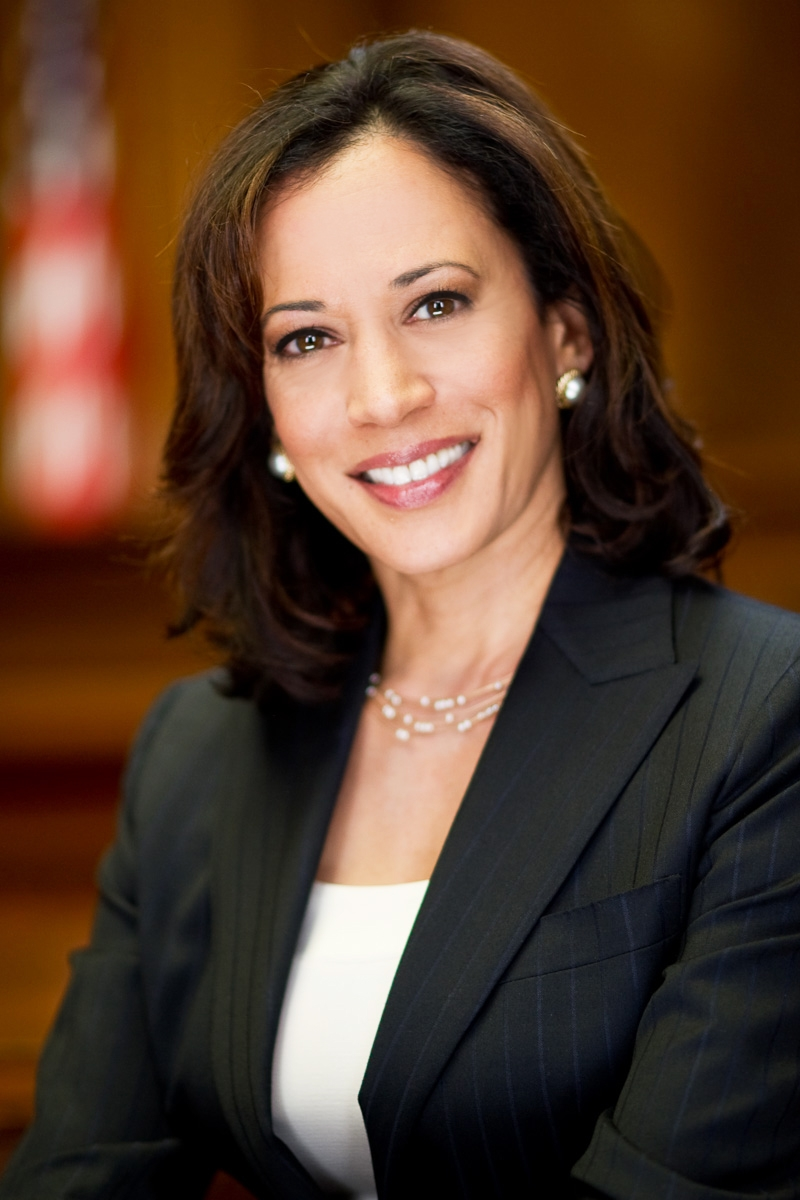
Ritratto ufficiale di Kamala Harris come Procuratrice Generale

La Prop 69 (2004) della California ordinava che la polizia raccogliesse campioni di DNA di ogni adulto arrestato per una felony e di individui arrestati per certi reati. Nel 2012 la Harris annunciò che il California Department of Justice aveva migliorato le sue capacità di testare il DNA tanto che i campioni immagazzinati nei laboratori giudiziari dello Stato ora potevano essere analizzati quattro volte più velocemente, entro trenta giorni. Nello stesso senso, la Harris riferì che il suo Rapid DNA Service Team in seno al Bureau of Forensic Services azzerò l'intero arretrato del DNA in California per la prima volta nella storia, avendo sviluppato un processo che permetteva un più alto volume di analisi di 5 400 campioni probatori — un aumento dell'11 per cento dal 2010 (4 800) e del 24 per cento dal 2009 (4 100).
Nell'aprile 2014 la squadra della Harris fu insignita dal Dipartimento della Giustizia dello Award for Professional Innovation in Victim Services. L'ufficio della Harris avrebbe poi ricevuto un finanziamento di 1,6 milioni di $ dall'iniziativa del Manhattan District Attorney per eliminare l'arretrato di rape kit non analizzati. Sempre nel 2014 la Harris introdusse OpenJustice, un'iniziativa di dati penalistici progettata con il professor Steven Raphael che rendeva disponibili a tutto lo Stato i dati sui tassi di arresto, morti di persone in custodia di polizia, morti legate ad arresti e morti delle forze dell'ordine. I successivi miglioramenti alla piattaforma rivelarono dati sui tassi di risarcimento e sulla disparità nel sistema della giustizia penale.
Nel 2015 la Harris condusse un'indagine di 90 giorni sullo stereotipo implicito nell'attività di polizia e nell'uso della forza letale da parte della polizia. La Harris introdusse (fatto senza precedenti) un addestramento Principled Policing: Procedural Justice and Implicit Bias, progettato in collaborazione con la psicologa e professoressa della Stanford University Jennifer Eberhardt, per aiutare gli agenti di polizia a superare gli ostacoli verso un'attività di polizia neutrale e per ricostruire la fiducia tra polizia e società. Tutto il personale di livello di comando fu sottoposto a quell'addestramento. L'addestramento faceva parte di un pacchetto di riforme introdotte nel Dipartimento di Giustizia della California, che comprendeva anche risorse aggiuntive impiegate per aumentare l'arruolamento e l'assunzione di diversi agenti speciali, un ruolo allargato del dipartimento per investigare sui casi di uso delle armi da parte degli agenti e [per favorire] la polizia di comunità.
Lo stesso anno il Dipartimento di Giustizia della California della Harris divenne il primo organo statuale nell'Unione a obbligare tutti gli agenti di polizia a indossare delle body camera. La Harris annunciò inoltre una nuova legge statale che imponeva ad ogni organo di polizia in California di raccogliere, riferire, e pubblicare statistiche dettagliate su quante persone venissero colpite da armi da fuoco, ferite seriamente o uccise da agenti in tutto lo Stato.
Più tardi lo stesso anno la Harris appellò l'ordine di un giudice per avocare il prosieguo di un rilevante caso di strage ed estromettervi tutti i 250 procuratori dell'ufficio della Contea di Orange per le accuse di illeciti compiuti dal procuratore distrettuale repubblicano Tony Rackauckas. Rackauckas fu accusato di aver impiegato illegalmente informatori detenuti e aver occultato delle prove. La Harris osservò che non era necessario escludere tutti i 250 procuratori dalle indagini sul caso, visto che solo alcuni erano stati direttamente coinvolti, più tardi promettendo un'inchiesta penale più ristretta. Il Dipartimento di Giustizia USA iniziò un'inchiesta su Rackauckas in dicembre 2016, ma non fu rieletto.
Nel 2016 la Harris annunciò un'indagine sull'uso eccessivo della forza da parte dei due più grandi corpi di polizia della Contea di Kern, il Bakersfield Police Department e il Kern County Sheriff's Office; erano stati definiti i "dipartimenti più letali in America" in un servizio del Guardian. Una successiva inchiesta commissionata dalla ACLU e presentata al Dipartimento di Giustizia della California confermò le denunce di brutalità poliziesca. La ACLU denunciò che gli agenti erano implicati in sparatorie e pestaggi a morte ai danni di soggetti disarmati, e che avevano anche l'abitudine di redigere denunce penali di rappresaglia nei confronti delle vittime di uso eccessivo della forza. Ulteriori analisi rivelarono il più alto tasso di omicidi polizieschi del Paese, e anche di uso eccessivo della forza, con 17 civili disarmati uccisi dal 2009 al 2013 per mezzo di attacchi con cani e con taser.

#### Reati sessuali
Nel 2011 la Harris ottenne che si dichiarasse colpevole in giudizio, e fosse condannato a 4 anni di reclusione, uno stalker che usava Facebook e tecniche di social engineering per accedere illegalmente a fotografie private di donne delle quali aveva compromesso gli account nei social media. La Harris commentò che Internet aveva "aperto una nuova frontiera del crimine". Lo stesso anno creò in seno al California Department of Justice la eCrime Unit, un'unità di 20 procuratori che perseguono specificamente i delitti tecnologici. Nel 2015 diversi propagatori dei cosiddetti siti di revenge porn, domiciliati in California, furono arrestati, accusati di delitti, e condannati a lunghe pene detentive. Nel primo processo di questo genere negli Stati Uniti, Kevin Bollaert fu condannato per 21 capi relativi a furto d'identità e sei capi relativi a estorsione e condannato a 18 anni di prigione. La Harris conduceva questi processi quando la parlamentare californiana Katie Hill rimase vittima di analoghi abusi informatici per mano dell'ex marito e costretta alle dimissioni a fine 2019.
Nel 2016 la Harris annunciò l'arresto dell'amministratore delegato di Backpage Carl Ferrer su accuse di delitti quali sfruttamento della prostituzione, anche nei confronti di un minore, e connessa associazione per delinquere. Il mandato di cattura affermava che il 99 per cento dei proventi di Backpage fossero direttamente attribuibili ad annunci collegati alla prostituzione, molti dei quali riguardavano vittime di tratta sessuale, tra cui minorenni. L'accusa di sfruttamento contro Ferrer fu lasciata cadere dalle corti della California in forza della Section 230 del Communications Decency Act (1996), ma nel 2018 Ferrer si dichiarò colpevole in California per riciclaggio di denaro e accettò di fornire prove contro gli ex comproprietari di Backpage. Ferrer si dichiarò contemporaneamente colpevole di riciclaggio e associazione per delinquere finalizzata a sfruttare la prostituzione nella corte statale del Texas e in quella federale in Arizona. Messa alle strette, Backpage annunciò che stava eliminando la sua sezione "per adulti" da tutti i siti USA. La Harris si rallegrò per la decisione, dicendo, "Non vedo l'ora che chiudano completamente." Le indagini continuarono anche dopo che lei era divenuta senatrice, e, nell'aprile 2018, Backpage e i siti affiliati furono sequestrati dalla polizia federale.

#### Organizzazioni criminali transnazionali
All'inizio del 2011 la Harris ordinò l'arresto di tre uomini, legati al cartello di Tijuana e sospettati di tramare l'omicidio di una famiglia a San Diego, sequestrando due fucili d'assalto, più di mille cartucce, e 20 000 $ in contanti. Qualche tempo dopo la Harris ordinò tre retate coordinate nella contea di Contra Costa, nella Central Valley, e nella contea di San Bernardino, da cui scaturirono centinaia di arresti di capibanda di Nuestra Familia, Norteños e del Vagos Motorcycle Club. La polizia sequestrò anche grosse quantità di anfetamina, contante e armi illegali, tra cui un'arma anticarro e un lanciarazzi.
All'inizio del 2014 la Harris pubblicò una relazione intitolata, Gangs Beyond Borders: California and the Fight Against Transnational Crime, che affrontava il ruolo decisivo dei traffici di droga, armi, ed esseri umani, riciclaggio e crimini tecnologici impiegati da vari cartelli della droga da Messico, potere armeno, 18th Street Gang e MS-13 e che offriva consigli alle polizie dello Stato e locali per combattere l'attività criminale. Qualche tempo dopo la Harris guidò una delegazione bipartisan di procuratori generali degli Stati a Città del Messico per discutere del crimine transnazionale con i procuratori messicani. La Harris poi convocò un vertice incentrato sull'uso della tecnologia per combattere il crimine organizzato con autorità federali di USA, Messico ed El Salvador.
Nel 2015 la Harris ordinò l'arresto di 75 individui della Contea di Merced e di 52 individui nella Contea di Tulare affiliati ai Norteños. L'ufficio della Harris stroncò anche un grosso imbroglio con furto di identità e frode fiscale perpetrato dai Crips a Long Beach. Trentadue membri furono arrestati per accuse che comprendevano 283 capi di associazione per delinquere, 299 di furto di identità e 226 di furto aggravato, per un totale di 3,3 milioni di $ rubati con furto di identità e 11 milioni di $ sottratti con frode fiscale.
Nel 2016 la Harris annunciò arresti in massa per più di cinquanta membri della mafia messicana, detta anche "La Eme", sequestrando più di sessanta armi da fuoco, più di 95 000 $ in contanti, e metanfetamina, cocaina, e marijuana per un valore di 1,6 milioni di $ nella Contea di Riverside. In seguito l'ufficio della Harris collaborò con agenti federali in un raid su dozzine di uomini d'affari del Fashion District (Los Angeles) che gestivano un potente centro di riciclaggio per conto di narcotrafficanti messicani, arrestando nove persone per l'accusa di riciclaggio di denaro attraverso un sistema di mercato nero per il cambio del peso e sequestrando quasi 65 milioni di $ in proventi illeciti.

### Azioni di riforma

#### Pena di morte
La Harris ha detto che il carcere a vita con esclusione della libertà sulla parola è una punizione migliore e più conveniente che la pena di morte, e stimò che con i risparmi conseguenti si potevano finanziare altri mille poliziotti nella sola San Francisco.
Nella sua campagna elettorale la Harris promise che non avrebbe mai richiesto la pena di morte. Quando nel 2004 era stato ucciso a colpi d'arma da fuoco un agente di polizia di San Francisco, la senatrice nazionale (ed ex sindaco di San Francisco) Dianne Feinstein, la senatrice nazionale Barbara Boxer, il sindaco di Oakland Jerry Brown, e la San Francisco Police Officers Association sollecitarono la Harris a cambiare posizione, ma lei non lo fece. (Dai sondaggi il 70% degli elettori appoggiava la scelta di Harris.) Quando nel 2009 Edwin Ramos, immigrato illegale e asserito affiliato Mara Salvatrucha, fu accusato di aver ucciso un uomo con i suoi due figli, la Harris chiese il carcere a vita senza condizionale, una decisione che fu approvata dal sindaco Gavin Newsom.
Nel 2014 il giudice Cormac J. Carney annullò la condanna a morte per stupro e omicidio di Ernest Dewayne Jones, rilevando l'incostituzionalità della pena capitale in California per il divieto di punizione crudele e inusuale ex VIII Emendamento, atteso che "ritardo e malfunzionamento sistematici" rendevano arbitrario il procedimento. La Harris appellò, sostenendo che Carney aveva disatteso la circostanziata procedura di habeas corpus stabilita nel vincolante precedente della Corte Suprema Teague v. Lane, con divieto per le corti federali di enunciare una nuova norma di diritto costituzionale in tema casi habeas. In un editoriale su The San Francisco Chronicle, il giurista e politologo Mugambi Jouet criticò l'appello in quanto difesa della pena di morte. La corte d'appello si schierò con la Harris cassando all'unanimità l'ordine di Carney.

#### Iniziativa su recidiva e reinserimento
Nel 2004 la Harris cooptò l'attivista dei diritti civili Lateefah Simon per creare la San Francisco Reentry Division. I partecipanti all'iniziativa che non avessero commesso reati con armi o legati alla criminalità organizzata potevano dichiararsi colpevoli in cambio di un rinvio della pena e comparizioni regolari avanti un giudice con una frequenza di dodici — diciotto mesi. Il programma manteneva rigorosi parametri di "ravvedimento": svolgere servizio per la comunità fino a 220 ore, conseguire un diploma equivalente a quello di high school, mantenimento di stabile impiego, frequenza a corsi per genitori, e superamento di test antidroga. Al superamento del programma, la corte avrebbe lasciato cadere l'imputazione e cancellato la relativa "macchia" dalla fedina penale del candidato promosso. Nel corso di sei anni i 200 soggetti che avevano superato il programma ebbero un tasso di recidiva inferiore al dieci per cento, contrapposto tal 53 per cento di chi aveva commesso reati di droga in California e ritornava in carcere entro due anni dal rilascio. Back on Track fu riconosciuto dallo U.S. Department of Justice come un modello per i programmi di reinserimento. Il DOJ rilevò che il costo a partecipante per i contribuenti era inferiore (5 000 $) al costo di istruire un processo (10 000 $) e custodire in carcere un trasgressore di basso livello (50 000 $). Nel 2009 entrò in vigore una legge statale (Back on Track Reentry Act, A.B. 750) che incoraggiava le altre contee della California ad avviare programmi simili. Adottato come modello dalla National District Attorneys Association, anche gli uffici dei procuratori di Baltimora, Filadelfia e Atlanta hanno usato Back on Track come uno schema per i loro rispettivi programmi.

#### Iniziativa sulla dispersione scolastica
Nel 2006 in seno ad un'iniziativa per ridurre il dilagante numero di omicidi in città, la Harris promosse un'azione di tutta la città per combattere la dispersione scolastica presso la popolazione minorile più a rischio di San Francisco. Dopo aver dichiarato la dispersione cronica una questione di sicurezza pubblica e aver osservato che la maggioranza dei detenuti e delle vittime di omicidio sono studenti che abbandonano la scuola o la disertano abitualmente, l'ufficio della Harris incontrò migliaia di genitori delle scuole ad alto rischio e all'inizio del semestre autunnale inviò lettere che avvisavano tutte le famiglie sulle conseguenze legali della dispersione, aggiungendo che avrebbe perseguito i genitori degli alunni delle elementari che "bruciavano" cronicamente le lezioni; le sanzioni prevedevano una multa da 2 500 $ e la reclusione fino ad un anno. Al momento dell'introduzione, il programma suscitò discussioni.
Nel 2008 la Harris promosse azioni legali contro sei genitori di bambini che avevano "marinato" almeno cinquanta giorni di scuola, ed era la prima volta che a San Francisco si procedeva contro gli adulti per dispersione scolastica. Il responsabile per la scuola di San Francisco, Carlos Garcia, disse che il percorso dalla dispersione era lungo, e che il distretto scolastico normalmente passa mesi a convincere i genitori con telefonate, lettere promemoria, incontri privati, audizioni allo School Attendance Review Board, e offerte di aiuto da organismi comunali e servizi sociali; due dei sei genitori non cercarono giustificazioni ma dissero che avrebbero lavorato con l'ufficio della procuratrice per creare "piani di responsabilità dei genitori" per aiutarli a iniziare a mandare i loro figli a scuola regolarmente. Nell'aprile 2009 c'erano 1 330 alunni delle elementari che disertavano le lezioni abitualmente o cronicamente, con una riduzione del 23% rispetto ai 1 730 del 2008, e sensibilmente meno dei 2 517 del 2007 e dei 2 586 del 2006. L'ufficio della Harris perseguì sette genitori in tre anni, e nessuno andò in carcere.

### Procuratrice generale della California
Il 12 novembre 2010 la Harris annunciò alla sua candidatura come Procuratrice generale della California. Entrambe le senatrici della California, Dianne Feinstein e Barbara Boxer, la presidente della Camera Nancy Pelosi, la co-fondatrice di United Farm Workers Dolores Huerta, e il sindaco di Los Angeles Antonio Villaraigosa si espressero a suo favore durante le primarie. Durante le primarie dell'8 giugno 2010 ottenne la candidatura con il 33,6% dei voti, battendo Alberto Torrico and Chris Kelly.
Nelle elezioni generali si confrontò con il repubblicano procuratore distrettuale della Contea di Los Angeles Steve Cooley. Cooley competé da indipendente, prendendo le distanze dalla campagna di Meg Whitman. La votazione si tenne il 2 novembre ma dopo un lungo periodo di conteggi di voti postali e schede provvisorie, il 25 novembre Cooley ammise la sconfitta. La Harris prestò giuramento il 3 gennaio 2011 e fu la prima persona afroamericana, la prima asioamericana, e la prima donna a diventare procuratrice generale della California.
Nel febbraio 2014 la Harris annunciò l'intenzione di candidarsi per il secondo mandato e il 12 febbraio presentò la documentazione necessaria all'uopo. 
Le testate The Sacramento Bee, Los Angeles Daily News, e Los Angeles Times si schierarono al suo fianco.
Il 4 novembre 2014 la Harris fu rieletta con il 57,5% di voti, battendo il repubblicano Ronald Gold.

### Protezione del consumatore

#### Truffe, sprechi e abusi

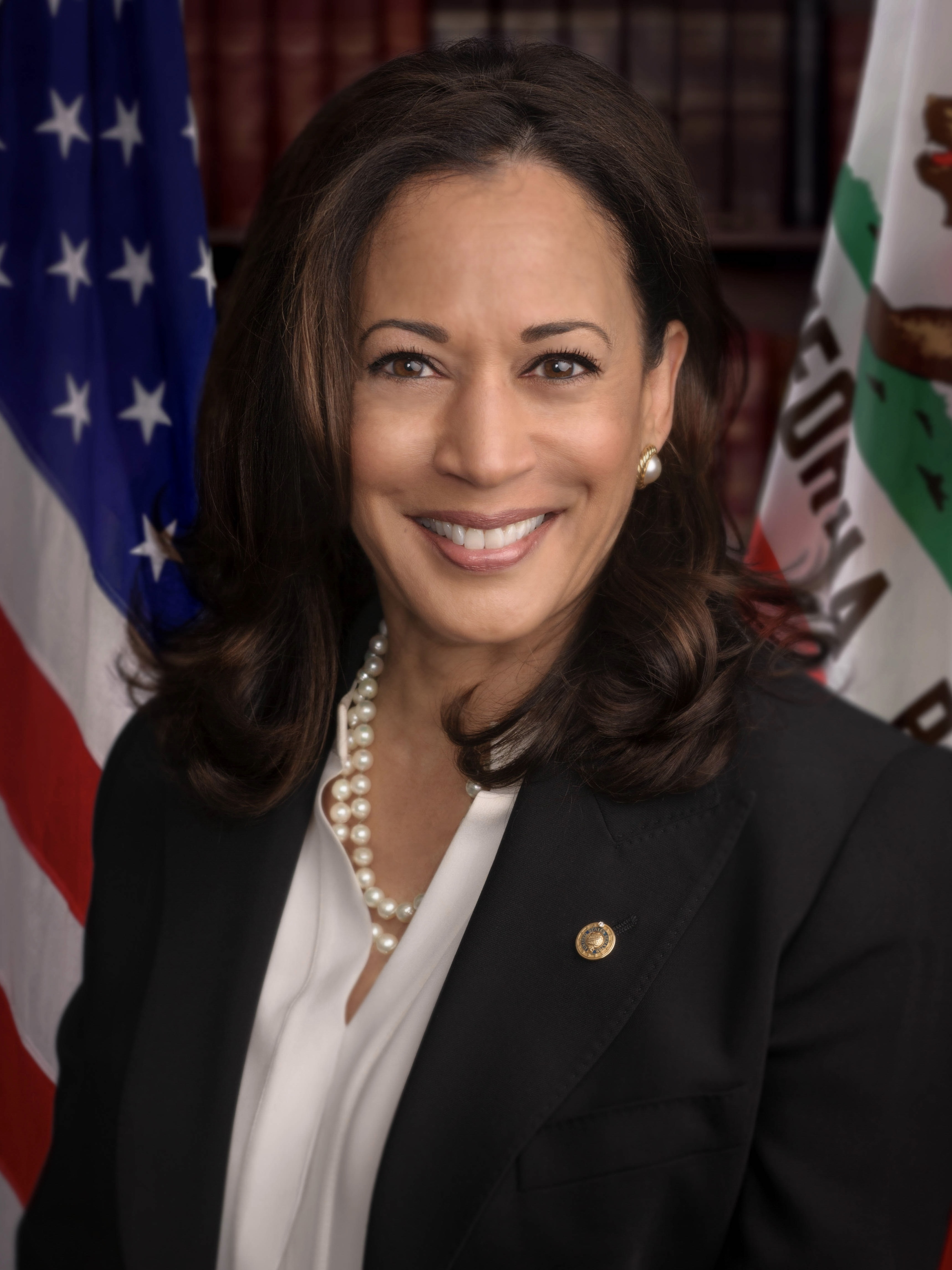
Ritratto ufficiale di Kamala Harris come senatrice

Nel 2011 la Harris annunciò la creazione della Mortgage Fraud Strike Force allo scoppio della crisi degli sfratti del 2010 negli Stati Uniti. Quello stesso anno la Harris ottenne due dei più importanti recuperi nella storia del California's False Claims Act — 241 milioni di dollari da Quest Diagnostics e altri 323 dal network sanitario SCAN — per eccesso di pagamenti statali Medi-Cal e federali Medicare.
Nel 2012 la Harris sfruttò il potere economico della California per ottenere migliori condizioni nel National Mortgage Settlement contro i cinque principali operatori nazionali di mutui ipotecari — JPMorgan Chase, Bank of America, Wells Fargo, Citigroup e Ally Bank. Le finanziarie erano accusate di aver illegalmente espropriato i proprietari. Dopo aver respinto un'offerta di 2—4 milioni di dollari di sussidi per i californiani, la Harris si ritirò dalla trattativa. L'offerta infine crebbe fino a 18,4 milioni di dollari in cancellazioni di debiti e 2 milioni di dollari in altre forme di assistenza per i proprietari di case californiani.
Nel 2013 la Harris collaborò con il presidente dell'assemblea di Stato della California John Pérez e il presidente pro tempore del Senato [della California] Darrell Steinberg nel 2013 per introdurre lo Homeowner Bill of Rights, considerato una delle più forti protezioni in tutti gli USA contro le tattiche aggressive di esproprio. Lo Homeowner Bill of Rights escludeva le pratiche dette dual-tracking (trattare una modifica e un esproprio allo stesso tempo) e robo-signing e forniva ai proprietari di abitazione un punto di contatto unico presso i loro istituti di credito. La Harris concluse numerose composizioni a nove cifre per i proprietari di casa californiani ai sensi di quella legge soprattutto per abusi del tipo dual tracking e robo-signing, oltre a perseguire caso in cui i gestori dei prestiti non registravano correttamente i pagamenti ipotecari, calcolavano in modo errato i tassi d'interesse, e addebitavano ai mutuatari spese non dovute. La Harris procurò sgravi per centinaia di milioni, tra cui 268 milioni di dollari da Ocwen Financial Corporation, 470 milioni da HSBC, e 550 milioni da SunTrust Banks.
Dal 2013 al 2015 la Harris ricercò ristori finanziari per i fondi pensione di pubblici dipendenti e insegnanti, CalPERS e CalSTRS contro vari giganti finanziari per raggiri nella vendita di Mortgage Backed Securities. Ottenne più volte risarcimenti a nove cifre per i fondi pensione dello Stato, recuperando circa 193 milioni di dollari da Citigroup, 210 milioni da S&P, 300 milioni da JP Morgan Chase, e più di mezzo milione da Bank of America.
Nel 2013 la Harris non volle autorizzare un'azione civile promossa da investigatori di Stato che accusava OneWest Bank, posseduta da un gruppo d'investimento riconducibile al futuro Segretario al tesoro degli Stati Uniti d'America Steven Mnuchin (all'epoca un privato cittadino), di "diffusa violazione" delle leggi californiane sugli espropri. La Harris fu l'unica candidata democratica al Senato a ricevere una donazione da Mnuchin. La Harris fu criticata per averla accettata dato che si sospetta che Mnuchin abbia tratto profitto dalla crisi dei subprime attraverso OneWest Bank; in seguito votò contro la di lui conferma quale segretario al Tesoro nel febbraio 2017. Nel 2019 gli addetti alla campagna della Harris dichiararono che la decisione di non perseguire Mnuchin si imperniava sull'impossibilità dello Stato di chiamare a comparire OneWest. La sua addetta stampa disse, "Non c'erano dubbi che OneWest facesse attività creditizia predatoria, e la senatrice Harris pensava che dovessero essere puniti. Sfortunatamente, la legge era saldamente dalla loro parte ed erano al riparo dai mandati di comparizione dello Stato perché sono una banca federale."
Nel 2014 la Harris ritirò le imputazioni che aveva promosso contro l'operatore di affitto a riscatto Aaron's, Inc. per aver fatto addebiti di mora scorretti, penalizzando clienti che avevano onorato i contratti prima della scadenza, e per violazioni della privacy. Col patteggiamento, l'operatore rimborsò 28,4 milioni di dollari ai consumatori della California e pagò 3,4 milioni di sanzioni civili.
Nel 2015 la Harris ottenne un giudizio da 1,2 miliardi di dollari contro la scuola privata a fine di lucro Corinthian Colleges per pubblicità menzognera e per un marketing ingannevole che si rivolgeva a vulnerabili studenti a basso reddito e rappresentava falsamente i tassi di collocamento all'impiego a studenti, investitori e agenzie di accreditamento. La corte ordinò a Corinthian di pagare 820 milioni di dollari per risarcimenti e altri 350 milioni per sanzioni civili. Lo stesso anno la Harris raggiunse un accordo da 60 milioni di dollari con JP Morgan Chase per tacitare le accuse di raccolta di debito illegale rispetto alle carte di credito dei clienti, e la banca acconsentì inoltre a cambiare le pratiche che violavano le norme della California a tutela dei consumatori attraverso raccolte di importi inesatti, vendita di debito "cattivo" da carte di debito, e utilizzo di un meccanismo di raccolta di debito che "robo-firmava" documenti legali senza prima rivedere i fascicoli poiché si affrettava ad ottenere sentenze e pignoramenti degli stipendi. Nel quadro dell'accordo, la banca dovette cessare i tentativi di raccolta dai conti di oltre 528 000 clienti.
Nel 2015 la Harris aprì un'inchiesta su Office of Ratepayer Advocates, San Diego Gas and Electric, e Southern California Edison a causa della chiusura della centrale nucleare di San Onofre. Gli investigatori di Stato della California perquisirono la casa del regolatore delle utility dalla California Michael Peevey e trovarono appunti manoscritti che asseritamente dimostravano che egli si era incontrato con un dirigente Edison in Polonia, e nella circostanza i due avevano concordato i termini dell'accordo San Onore, lasciando ai contribuenti di San Diego un debito da 3,3 miliardi di dollari per la chiusura dell'impianto. L'inchiesta si concluse in mezzo alla corsa della Harris per l'incarico al Senato USA nel 2016.

#### Diritto alla riservatezza
Nel febbraio 2011 la Harris annunciò un accordo con Apple, Amazon, Google, Hewlett-Packard, Microsoft, e Research in Motion per far sì che le app vendute nelle rispettive piattaforme informatiche mostrassero esplicite dichiarazioni in tema di privacy per avvisare gli utenti su quali informazioni private si stavano condividendo, e con chi. Facebook in seguito aderì all'accordo. Quell'estate, la Harris annunciò la creazione di una Privacy Enforcement and Protection Unit per far rispettare le leggi in materia di riservatezza informatica, furto di identità e fuga di dati. Più tardi quell'anno la Harris contestò a un centinaio di sviluppatori di app il fatto che non erano conformi alle leggi dello Stato in fatto di privacy e li invitò a creare politiche sulla riservatezza, sotto pena di una multa da 2 500 $ per ogni caso in cui un residente in California avesse scaricato una app difforme.
Nel 2015 la Harris ottenne due transazioni con la Comcast, una da 33 milioni di $ basata su affermazioni che avesse pubblicato online nomi, numeri telefonici e indirizzi di decine di migliaia di clienti che avevano pagato per avere servizi telefonici VoIP non elencati; e un'altra da 26 milioni di $ per tacitare le accuse di aver buttato registri cartacei senza curarsi di rendere illeggibili le informazioni private dei consumatori. La Harris si accordò anche con Houzz per le accuse secondo cui quella società avrebbe registrato le telefonate senza informare i clienti né i dipendenti. Houzz fu costretta a pagare 175 000 $, distruggere le registrazioni, e assumere un responsabile della privacy, ed era la prima volta che una tale disposizione veniva inserita in un accordo con il dipartimento di Giustizia della California.

### Riforma della giustizia penale

#### Lancio dellaDivision of Recidivism Reduction and Re-Entry
Nel novembre 2013 la Harris lanciò la Division of Recidivism Reduction and Re-Entry del dipartimento di giustizia della California in collaborazione con gli uffici dei procuratori distrettuali di San Diego, Los Angeles, e della Contea di Alameda. Nel marzo 2015 la Harris annunciò la creazione di un programma pilota in coordinamento con il dipartimento dello sceriffo della contea di Los Angeles chiamato Back on Track LA. Analogamente a Back on Track, i soggetti tra i 18 e i 30 anni condannati per la prima volta partecipavano al programma pilota di 24-30 mesi. Affidati a un gestore di casi, i partecipanti ricevevano istruzione attraverso una sinergia con il Los Angeles Community College District e servizi di addestramento per il lavoro.

#### Attività giudiziaria e conservazione della condizione carceraria
Dopo che la Corte Suprema degli Stati Uniti nel 2011, caso Brown v. Plata, aveva dichiarato le prigioni della California così tanto affollate da infliggere un cruel and unusual punishment, La Harris prese le distanze dal coordinamento su di lei esercitato dalla corte federale, spiegando "ho un cliente, e non ho la possibilità di scegliere il mio cliente." Il numero di casi della Harris come procuratore generale definibili "errore giudiziario" ha suscitato alcune critiche di accademici e attivisti.
La professoressa di diritto Lara Bazelon sostiene che la Harris "ha strumentalizzato i tecnicismi per tenere dietro le sbarre persone condannate erroneamente invece che consentire loro nuovi processi". La Harris non volle prendere posizione sulle iniziative relative alle condanne penali Prop 36 (2012) e Prop 47 (2014), dichiarando che sarebbe stato improprio visto che il suo ufficio prepara gli opuscoli elettorali. John Van de Kamp, che era stato procuratore generale in precedenza, dissentì pubblicamente dalla spiegazione.
Nel settembre 2014 i procuratori della Harris si opposero infruttuosamente in giudizio al rilascio anticipato di detenuti, invocando la necessità della loro opera nel contrasto agli incendi. Quando la memoria processuale andò sui titoli di giornale, la Harris la sconfessò. Disse che ne era all'oscuro, che i procuratori l'avevano redatta senza informarla. Dagli anni 1940, a selezionati detenuti è data l'opportunità di offrirsi volontari e ricevere un dettagliato addestramento dal California Department of Forestry and Fire Protection in cambio di pena ridotta e condizioni carcerarie più confortevoli; i detenuti-pompieri ricevono circa 2 $ al giorno, e un altro dollaro quando affrontano incendi.

### Diritti LGBT

#### Contrasto alla Prop 8
Nel 2008 fu approvata la Prop 8, un emendamento costituzionale secondo cui sono validi solo i matrimoni "tra un uomo e una donna". Il provvedimento fu impugnato ben presto da vari oppositori, e un paio di coppie dello stesso sesso adirono la corte federale nella causa Perry v. Schwarzenegger (in seguito divenuta Hollingsworth v. Perry). Nelle rispettive campagne del 2010, sia il procuratore generale della California Jerry Brown sia la Harris si impegnarono a non difendere la Prop 8.
Dopo essere stata eletta, la Harris dichiarò che il suo ufficio non avrebbe difeso quel divieto matrimoniale, lasciandone il compito ai propugnatori della Prop 8. Nel febbraio 2013 la Harris depositò uno scritto amicus curiae, in cui sosteneva che la Prop 8 fosse incostituzionale e che i sostenitori dell'iniziativa non avessero la legittimazione processuale per rappresentare gli interessi della California in giudizio davanti a una corte federale. Nel giugno 2013 la Corte Suprema decise, 5—4, che i sostenitori della Prop 8 non fossero processualmente legittimati a difenderla in una corte federale. L'indomani la Harris pronunciò un discorso nel centro di Los Angeles invitando il Ninth Circuit a revocare quanto prima il divieto di nozze tra persone dello stesso sesso. Il divieto fu tolto due giorni dopo.

#### Divieto della "difesa da panico gay/trans"
Nel 2014 Kamala Harris appoggiò la legiferazione volta a bandire la difesa da panico gay/trans dalle aule di giustizia, che fu approvata in California, facendone il primo Stato a dotarsi di siffatta normativa. Lo scopo di regole simili a questa è la repressione dei crimini di odio.

#### Michelle-Lael B. Norsworthy v. Jeffrey Beard et. al.
Nel febbraio 2014 Michelle-Lael Norsworthy, persona transgender detenuta nella californiana Mule Creek State Prison, iniziò una causa motivata dal fatto che il California Department of Corrections and Rehabilitation non le aveva garantito quello che a suo avviso era un intervento, necessario sul piano medico, di riassegnazione chirurgica di sesso (SRS). Nell'aprile 2015 un giudice federale ordinò che lo Stato provvedesse alla SRS per Norsworthy, rilevando che le autorità carcerarie erano state "deliberatamente indifferenti alle sue serie esigenze mediche." La Harris, rappresentando il CDCR, appellò l'ordine al Ninth Circuit Court of Appeals,, sostenendo che la psicoterapia, e la terapia ormonale che Norsworthy stava ricevendo da quattordici anni fossero un trattamento medico sufficiente per la sua disforia di genere, e non c'era "alcuna prova che Norsworthy fosse in serio, immediato pericolo fisico o emozionale".
Benché la Harris difendesse in giudizio la posizione dello Stato, finì per dire che sollecitava il California Department of Corrections and Rehabilitation a cambiare il suo orientamento. Nell'agosto 2015, mentre pendeva l'appello dello Stato, Norsworthy fu rilasciata in libertà condizionale, ovviando all'obbligo dello Stato di prestare le cure mediche dovute a detenuti e facendo così cessare la materia del contendere.

### Senato USA (2017-2021)

#### Elezioni
Dopo 24 anni come junior senator per la California, la dem Barbara Boxer annunciò l'intenzione di ritirarsi dal Senato USA alla fine del suo mandato nel 2016. La Harris fu la prima candidata che manifestò l'intenzione di succederle. La Harris annunciò ufficialmente il lancio della sua campagna il 13 gennaio 2015. La Harris fu una concorrente di tutto rispetto fin dall'inizio della campagna: settimane dopo che l'aveva annunciata, un sondaggio di Public Policy Polling la dava in testa in un ipotetico confronto con il sindaco di Los Angeles Antonio Villaraigosa, 41 a 16 percento. Altre autorità elettive (in carica e non) di livello statale come John Chiang, John Garamendi, Bill Lockyer, Gavin Newsom, ed Alex Padilla rinunciarono a competere.
Nel febbraio 2016, il Partito Democratico nella sua convention statale della California deliberò di appoggiare la Harris, che ricevette quasi l'ottanta per cento dei voti dei delegati alla convention. Tre mesi più tardi anche il governatore Jerry Brown si schierò dalla sua parte.
Alle primarie del 7 giugno la Harris arrivò prima con il quaranta per cento dei voti e vinse nettamente in molte contee. Il 19 luglio la Harris ebbe l'approvazione del presidente Barack Obama e del suo vice Joe Biden.
La Harris affrontò la parlamentare e sua compagna di partito Loretta Sanchez nelle elezioni generali; era la prima volta che non compariva un repubblicano alle elezioni generali per il Senato da quando la California iniziò a eleggere direttamente i senatori nel 1914. Nelle elezioni di novembre 2016 la Harris sconfisse Sanchez, conquistando oltre il sessanta per cento dei voti da tutte le contee tranne quattro. Dopo aver vinto, promise di proteggere gli immigrati dalle politiche del presidente-eletto Donald Trump e annunciò l'intenzione di rimanere procuratrice generale sino alla fine del 2016.

#### 2017

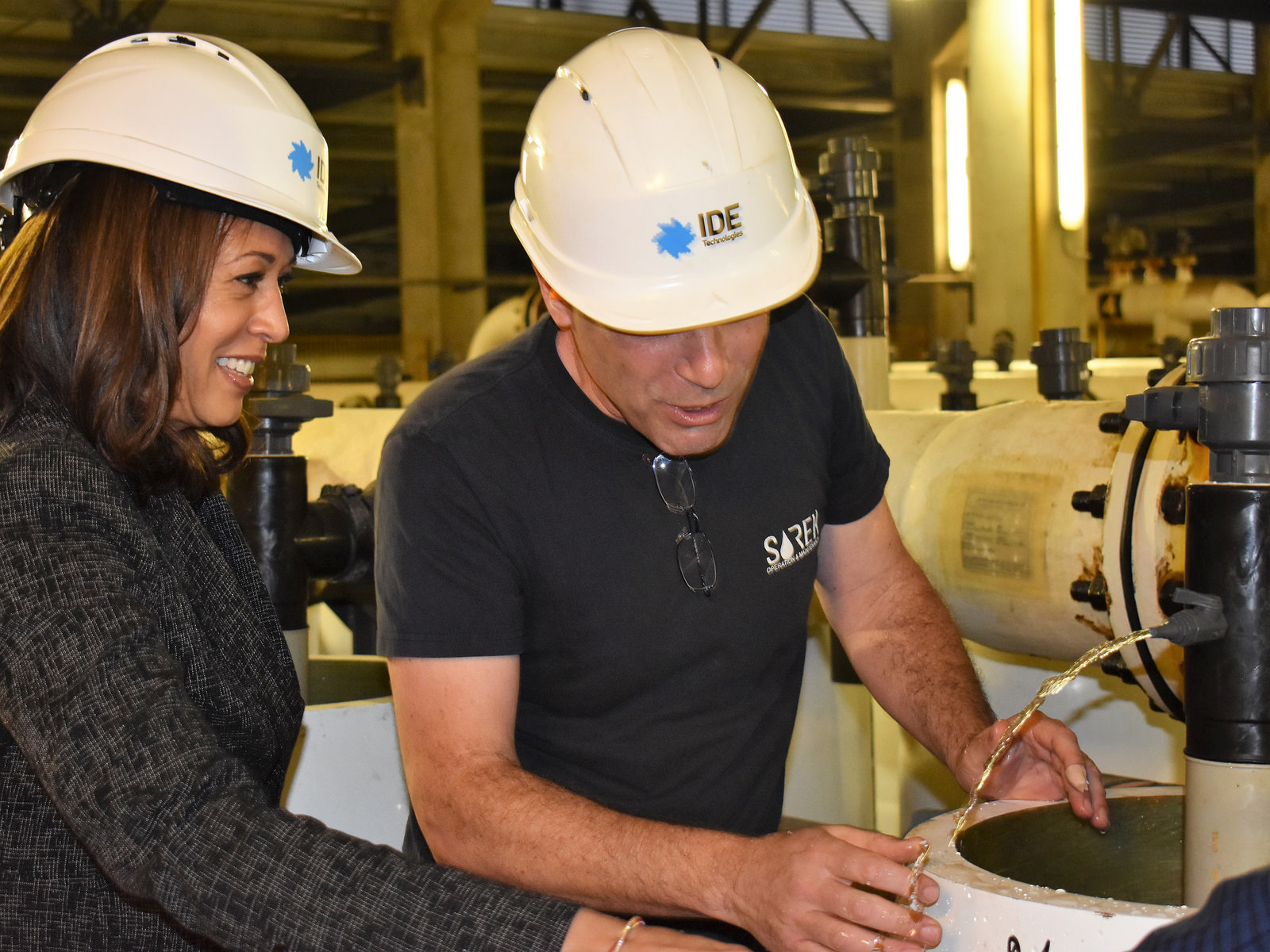
Kamala Harris all'impianto di desalinizzazione Sorek in Israele nel 2017

Il 28 gennaio 2017, dopo che Trump ebbe firmato l'Executive Order 13769, che proibiva ai cittadini di parecchi Paesi a maggioranza musulmana di entrare negli USA per novanta giorni, lei condannò quell'ordine esecutivo e assieme a molti altri lo descrisse un "bando ai musulmani". Lei chiamò a casa il Capo di gabinetto della Casa Bianca John F. Kelly per avere informazioni e contrastare l'ordine esecutivo.
In febbraio la Harris si pronunciò contro le scelte del gabinetto Trump, Betsy DeVos, come Segretario all'educazione, e Jeff Sessions, come Procuratore generale degli Stati Uniti d'America. Ai primi di marzo reclamò le dimissioni di Sessions, dopo che fu riferito che Sessions avesse parlato due volte con l'ambasciatore russo in USA Sergey Kislyak.
In aprile la Harris votò contro la ratifica di Neil Gorsuch alla Corte suprema degli Stati Uniti d'America. Pochi giorni dopo la Harris fece il primo viaggio ufficiale in Medio Oriente, visitando le truppe californiane dislocate in Iraq e il campo profughi Zaatari in Giordania, il più grande campo per rifugiati siriani. Sul fronte mediorientale, ha inoltre mostrato appoggio incondizionato alle politiche di Israele, in convergenza con le vedute dell'amministrazione repubblicana.
In giugno la Harris fece notizia per aver interrogato Rod Rosenstein, il vice procuratore generale USA, sul ruolo da questi giocato nel licenziamento (2017) di James Comey, direttore dell'FBI. La natura inquisitoria delle sue domande indusse il senatore John McCain, membro ex officio dell'Intelligence Committee, e il senatore Richard Burr, presidente di quella commissione, a interromperla invitandola a essere più rispettosa del testimone. Una settimana dopo interrogò sullo stesso argomento il procuratore generale USA Jeff Sessions.
Sessions disse del tono con cui lei lo interrogava "mi rende nervoso". Il modo in cui Burr prendeva di mira la Harris fece dire ai media che il suo comportamento era sessista, e alcuni commentatori dichiararono che Burr non avrebbe trattato allo stesso modo un collega senatore maschio.
In dicembre la Harris sollecitò le dimissioni del senatore Al Franken, affermando su Twitter, "La molestia sessuale e la condotta scorretta non dovrebbero essere consentite da parte di alcuno e non dovrebbero verificarsi in alcun luogo."

#### 2018

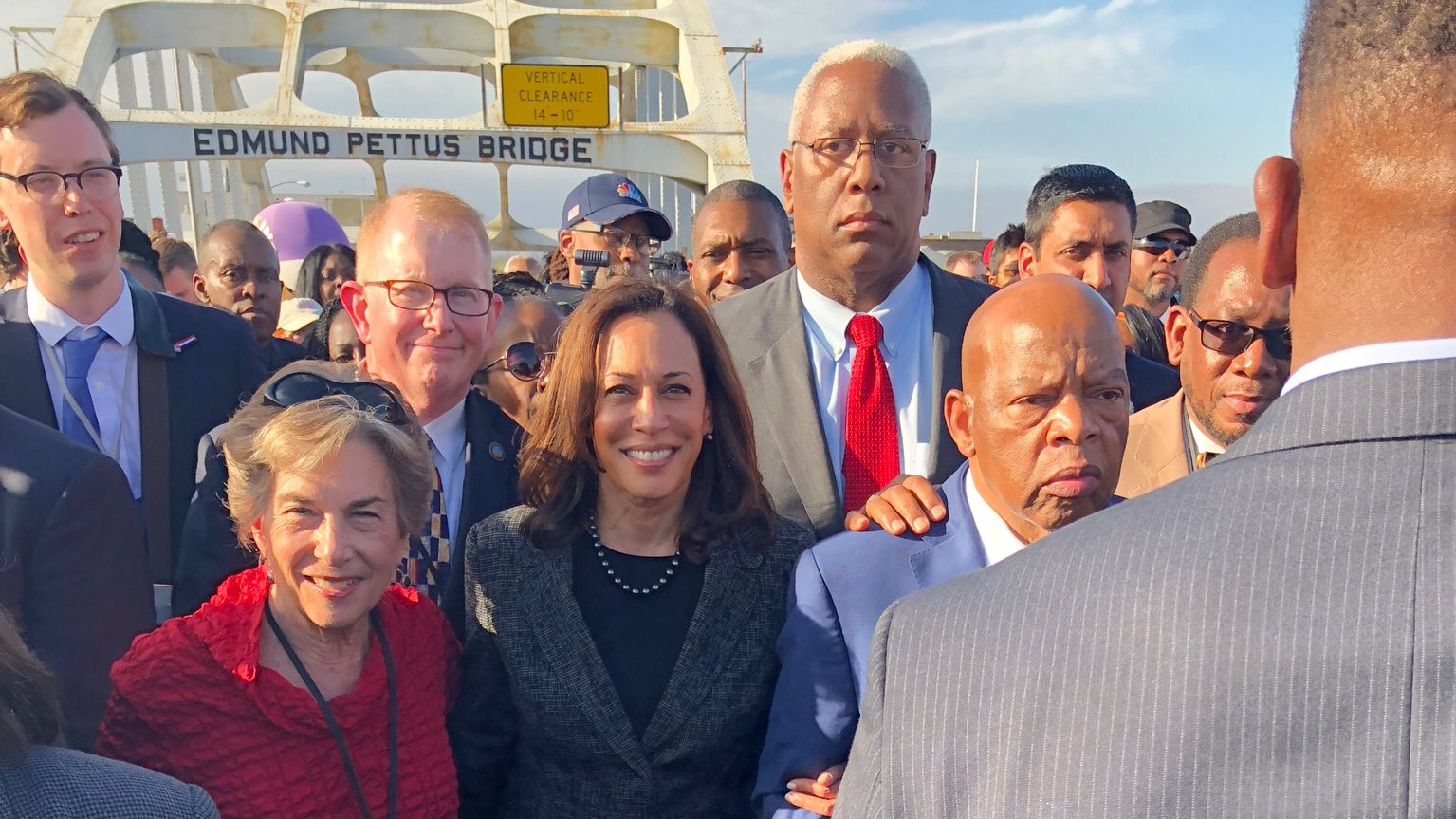
Kamala Harris a Selma (Alabama) nel 2018

Nel gennaio 2018 la Harris entrò nello United States Senate Committee on the Judiciary dopo le dimissioni di Al Franken. Qualche giorno dopo la Harris interrogò Kirstjen Nielsen, Segretario della Sicurezza Interna degli Stati Uniti d'America, per aver favorito gli immigrati norvegesi a scapito di altri e per aver finto di non sapere che la Norvegia è un Paese a predominanza bianca.
In aprile e maggio la Harris interrogò l'AD di Facebook Mark Zuckerberg per l'abuso dei dati degli utenti di Facebook e il whistleblower Christopher Wylie sulle asserzioni che Cambridge Analytica aveva abusato dei dati di 87 milioni di utenti Facebook per soffocare i voti degli afroamericani e sulla misura in cui Facebook avesse violato la privacy degli utenti.
In maggio la Harris interrogò animatamente la Segretaria Nielsen sulla politica di Trump di separare le famiglie di immigrati, secondo cui i bambini venivano separati dalle famiglie di appartenenza quando i genitori erano presi in custodia per essere entrati illegalmente negli USA. In giugno, dopo aver visitato una delle strutture detentive nei pressi del confine di San Diego, La Harris fu la prima tra i senatori a reclamare le dimissioni di Nielsen.
In settembre e ottobre, alle audizioni per la conferma di Brett Kavanaugh alla Corte Suprema, la Harris interrogò Brett Kavanaugh circa un incontro che questi avrebbe avuto, a proposito dell'inchiesta di Mueller, con un membro di Kasowitz Benson Torres, lo studio legale fondato dall'avvocato personale di Trump Marc Kasowitz. Kavanaugh non fu in grado di rispondere ed aggirò reiteratamente le domande. La Harris partecipò inoltre all'audizione del direttore FBI sulla limitata prospettiva dell'inchiesta su Kavanaugh in ordine alle accuse di suoi attacchi sessuali. Lei votò contro la conferma.
La Harris fu tra i bersagli dei pacchi bomba in USA dell'ottobre 2018.
In dicembre il Senato approvò il Justice for Victims of Lynching Act (S. 3178), appoggiato dalla Harris. Il disegno di legge, che si arenò alla Camera, avrebbe dovuto rendere il linciaggio un delitto federale.

#### 2019

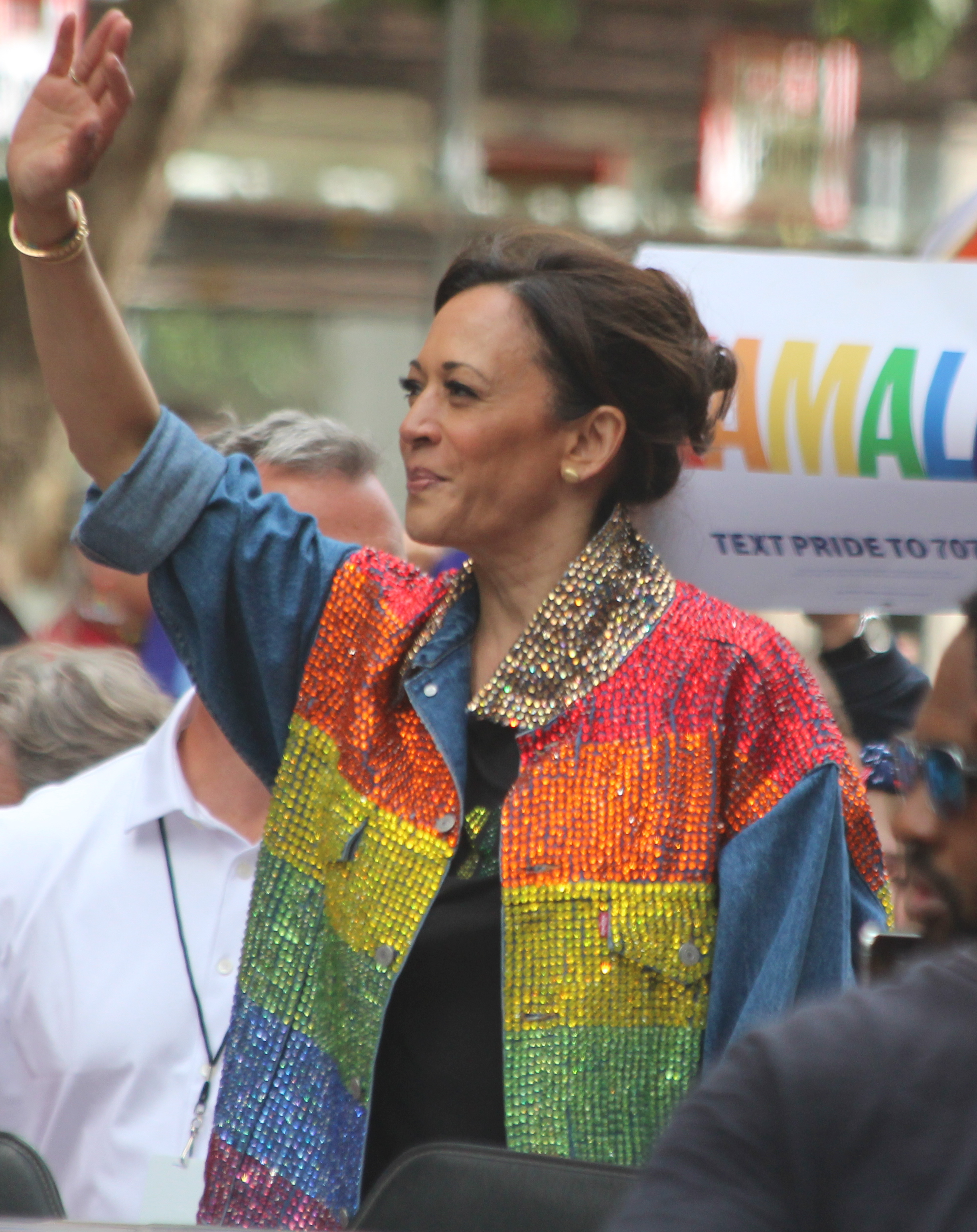
Kamala Harris alla SF Pride Parade 2019

Il 22 marzo la Harris chiamò il procuratore generale USA William Barr a testimoniare avanti il Congresso sull'indagine dello Special Counsel Robert Mueller dopo che aveva consegnato la sua relazione sull'interferenza russa nelle elezioni del 2016. "Qui ci serve totale trasparenza," disse la Harris. Due giorni più tardi Barr rese noto un "riassunto" di 4 pagine del rapporto Mueller censurato, che fu criticato come deliberato travisamento delle sue conclusioni. Qualche giorno dopo la Harris fu una dei dodici senatori che firmarono una lettera ispirata dal fatto che Mazie Hirono contestava la decisione del procuratore generale Barr di offrire "la sua conclusione personale che la condotta del Presidente non costituiva ostacolo alla giustizia" e richiedeva un'indagine per stabilire se il riassunto di Barr del rapporto Mueller e la sua conferenza stampa del 18 aprile fossero fuorvianti.
Il 1 maggio Barr testimoniò avanti il Senate Judiciary Committee. Nel corso dell'audizione Barr si mostrò sprezzante verso le [supposte] falsità del riassunto di quattro pagine che aveva diffuso prima del rapporto integrale. La Harris chiese a Barr se avesse rivisto le prove sottostanti prima di decidere di non accusare il Presidente di ostacolo alla giustizia. Barr ammise che né lui, Rod Rosenstein, né alcuno del suo ufficio aveva rivisto le prove che corroboravano il rapporto prima di decidere sulla formulazione di un'accusa. La Harris allora invitò Barr a dimettersi e lo accusò di rifiutarsi di rispondere alle sue domande perché si sarebbe esposto a falsa testimonianza, e dichiarando che le sue risposte lo rendevano inadatto al ruolo di procuratore generale USA. Due giorni dopo la Harris richiese nuovamente che il Department of Justice inspector general Michael E. Horowitz indagasse se il procuratore generale Barr avesse ceduto alle pressioni della Casa Bianca per investigare sui nemici politici di Trump.
In novembre la Harris propose un'inchiesta sulla morte di Roxsana Hernández, una transessuale immigrata morta mentre era detenuta dall'ICE.
In dicembre la Harris si pose a capo di un gruppo di senatori democratici e organizzazioni per i diritti civili che richiedevano l'allontanamento dell'alto consigliere alla Casa Bianca Stephen Miller dopo che alcune email pubblicate dal Southern Poverty Law Center avevano rivelato la frequente promozione della letteratura nazionalista bianca presso i curatori del sito Breitbart.

#### 2020

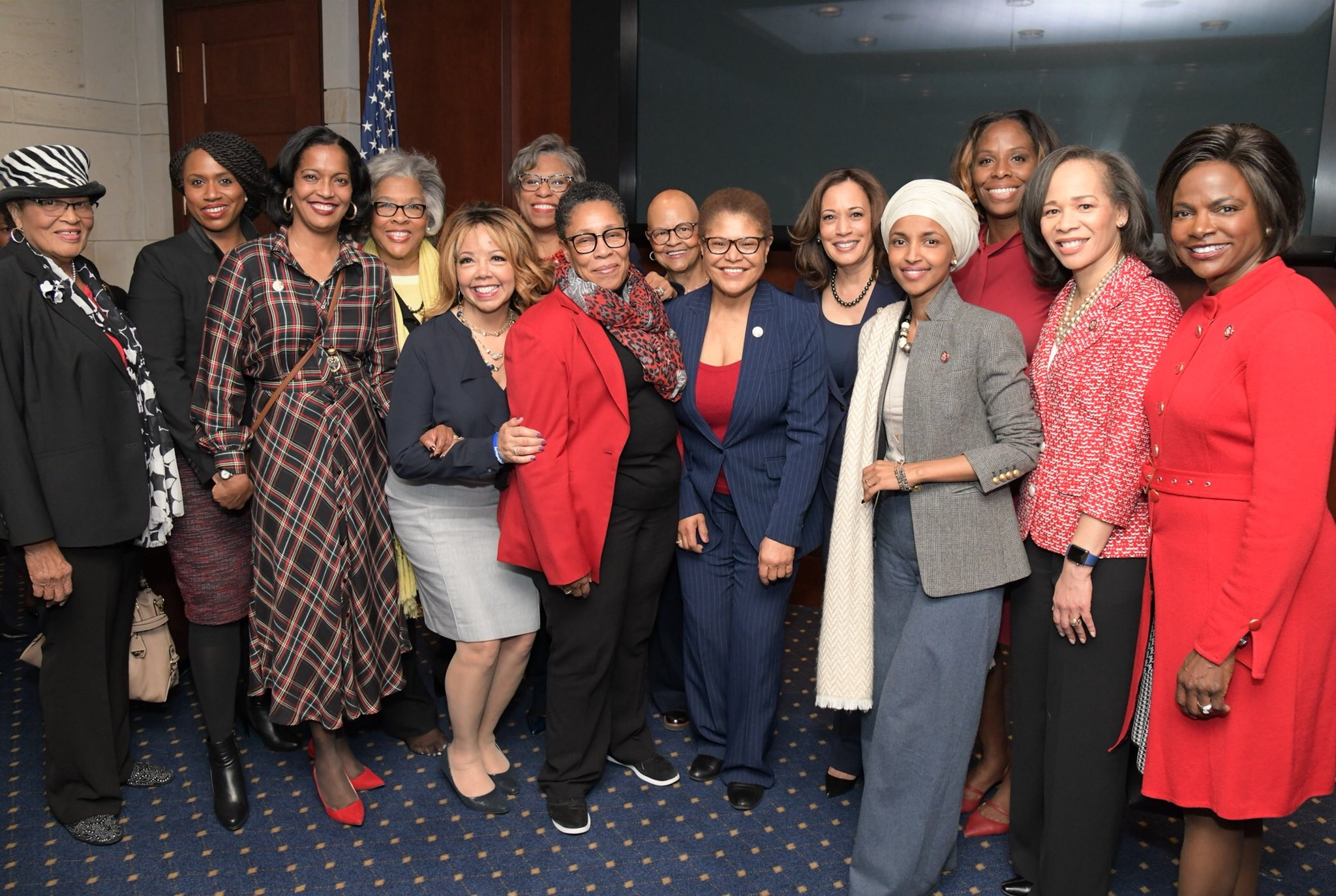
Kamala Harris con donne del Congressional Black Caucus nel 2020

Prima dell'apertura del processo di impeachment di Donald Trump il 16 gennaio 2020 la Harris espresse le sue osservazioni al Senato, dichiarando le sue opinioni sul sistema della giustizia americana e sul principio che nessuno, nemmeno il presidente in carica, è al di sopra della legge. La Harris in seguito chiese al presidente del Senate Judiciary Lindsey Graham di bloccare tutte le nomine giudiziarie durante il processo di impeachment, e Graham acconsentì. La Harris votò per incriminare il presidente con le accuse di abuso di potere e ostacolo al Congresso.
La Harris ha lavorato assieme a fautori repubblicani a proposte di legge bipartisan, tra cui una per riformare il rilascio su cauzione con il senatore Rand Paul, una proposta sulla sicurezza elettorale con il senatore James Lankford, e una proposta sulle molestie sul posto di lavoro con la senatrice Lisa Murkowski. Altri senatori repubblicani che hanno collaborato con la Harris al Senate Intelligence Committee, tra cui Marco Rubio, Richard Burr, e Roy Blunt, l'hanno elogiata come "preparata", "efficace" e "una che impara in fretta". Lindsay Graham disse della Harris: "È caparbia. È sveglia. È tosta."
La Harris votò contro l'emendamento del senatore democratico Bernie Sanders volto a ridimensionare il National Defense Authorization Act for Fiscal Year 2021 da 740 miliardi di $.

#### 2021
Essendo stata formalmente eletta come Vicepresidente degli Stati Uniti dal Congresso, Kamala Harris rassegna le sue dimissioni da Senatrice per la California il 18 gennaio 2021, il suo seggio viene assegnato ad Alex Padilla dal Governatore dello Stato della California.

### Elezioni presidenziali 2020

#### Candidatura alle primarie democratiche 2020

Logo per la campagna presidenziale della Harris

La Harris era sempre stata considerata una candidata di prim'ordine e una potenziale vincitrice nel processo di nomination democratica per le presidenziali 2020. Nel giugno 2018 si disse che lei "non lo escludeva". Nel luglio 2018 si annunciò che avrebbe pubblicato un'autobiografia, un indizio del fatto che volesse "scendere in campo". 
Il 21 gennaio 2019 la Harris annuncia la sua candidatura per le primarie democratiche in vista delle elezioni presidenziali degli Stati Uniti del 2020, raccogliendo nelle successive 24 ore la somma di 1,5 milioni di dollari e superando il record stabilito da Bernie Sanders nel 2016. Il 27 gennaio più di 20.000 persone hanno partecipato all'evento per il lancio ufficiale della candidatura alla Frank Ogawa Plaza nella sua città natale di Oakland, in California.
Nel primo dibattito presidenziale dei democratici nel giugno 2019, la Harris biasimò l'ex vicepresidente Joe Biden per le sue dichiarazioni "offensive", in riferimento alle sue manifestazioni di simpatia nei confronti di senatori che avevano ostacolato l'integrazione razziale negli anni 1970 e alla sua collaborazione con gli stessi nell'opporsi all'uso obbligatorio degli scuolabus. Il consenso riscosso dalla Harris crebbe [nei sondaggi] tra sei e nove punti in seguito a quel dibattito. Nel secondo dibattito in agosto la Harris fu criticata da Biden e dalla parlamentare Tulsi Gabbard per i suoi risultati in veste di procuratrice generale. Il San Jose Mercury News giudicò che alcune accuse di Gabbard e Biden coglievano nel segno — come l'aver bloccato il test del DNA di un recluso nel braccio della morte — mentre altre non superavano il vaglio. Subito dopo il secondo dibattito, la Harris crollò nei sondaggi. Nei cinque mesi successivi i suoi valori di sondaggio scesero alla cifra singola. In un momento in cui i liberal erano sempre più preoccupati degli eccessi nel sistema penale americano, la Harris subì critiche dai riformisti per la politica di durezza verso il crimine che aveva perseguito da procuratore generale della California. Per esempio, nel 2014 aveva fatto appello per chiedere la pena di morte per un condannato.
Prima e durante la sua campagna presidenziale si formò un'organizzazione informale online che usava l'hashtag #KHive per sostenere la sua candidatura e difenderla da attacchi razzisti e sessisti. Secondo il Daily Dot, Joy Reid usò per la prima volta il termine nell'agosto 2017 in un tweet che diceva "@DrJasonJohnson @ZerlinaMaxwell e io ci siamo incontrati e abbiamo deciso di chiamarlo K-Hive."
Considerata per alcuni mesi una promettente candidata, la sua caduta nei sondaggi d'opinione e una raccolta fondi fallimentare, incapace di coprire le spese da sostenere nelle primarie, costringono la senatrice a ritirare la propria candidatura presidenziale il 3 dicembre 2019.
Nel marzo 2020 ha dato il suo appoggio a Joe Biden, risultando una delle possibili scelte di Biden come candidata Vicepresidente.

#### Campagna vicepresidenziale

Logo della campagna per il ticket Biden-Harris

Nel maggio 2019 i principali esponenti del Congressional Black Caucus approvarono l'idea di un ticket Biden—Harris. A fine febbraio Biden vinse plebiscitariamente le primarie dem per le presidenziali 2020 nella Carolina del Sud con l'appoggio del capogruppo alla Camera Jim Clyburn, e altri successi nel Super Tuesday. Ai primi di marzo Clyburn suggerì a Biden di scegliere come vice nel proprio ticket una donna nera, osservando che "le donne afroamericane devono essere ricompensate per la loro lealtà". In marzo Biden prese l'impegno di scegliere una donna come compagna di avventura elettorale.
Il 17 aprile 2020 la Harris replicò alle congetture giornalistiche dicendo che "sarebbe stata onorata" di "correre" con Biden. A fine maggio, in relazione alla morte di George Floyd e alle conseguenti proteste, Biden ricevette ulteriori inviti a scegliersi come ipotetica vice una donna nera, ponendo in rilievo le credenziali "legge e ordine" della Harris e Val Demings.
Il 12 giugno, The New York Times riferì che la Harris stava emergendo come favorita per affiancare Biden, essendo l'unica politica afroamericana di sesso femminile dotata dell'esperienza tipicamente richiesta a un vicepresidente. Il 26 giugno la CNN riferì che una dozzina abbondante di persone vicine al processo di ricerca di Biden consideravano la Harris una delle prime quattro concorrenti di Biden, assieme a Elizabeth Warren, Val Demings, e Keisha Lance Bottoms. L'11 agosto 2020 il candidato democratico alla presidenza ha ufficializzato la scelta di Kamala Harris come candidata alla vicepresidenza. È la prima asioamericana ad essere scelta come compagna di corsa del candidato alla presidenza di un partito primario.

### Vice Presidente degli Stati Uniti
A seguito dell'elezione di Joe Biden a Presidente degli Stati Uniti, la Harris è stata la prima donna e la prima persona afroamericana e asioamericana ad assumere l'incarico di vice presidente degli Stati Uniti il 20 gennaio 2021, succedendo a Mike Pence.
Dopo i ballottaggi per l'elezione dei due senatori della Georgia, vinti dai candidati democratici Raphael Warnock e Jon Ossoff, il Senato degli Stati Uniti è risultato composto da 50 senatori democratici e 50 repubblicani: la Harris, tuttavia, funge da ago della bilancia nelle votazioni decisive, poiché, stando alla Costituzione, il vicepresidente presiede l'assemblea e ha diritto di voto, garantendo la maggioranza al Partito Democratico. In questo contesto, il suo voto è risultato decisivo per l'approvazione, il 5 marzo 2021, dell'American Rescue Plan Act, un enorme pacchetto di stimolo economico voluto dal presidente Biden per rilanciare l'economia, migliorare le infrastrutture nazionali e creare nuovi posti di lavoro, che non è stato votato da nessuno dei senatori repubblicani.

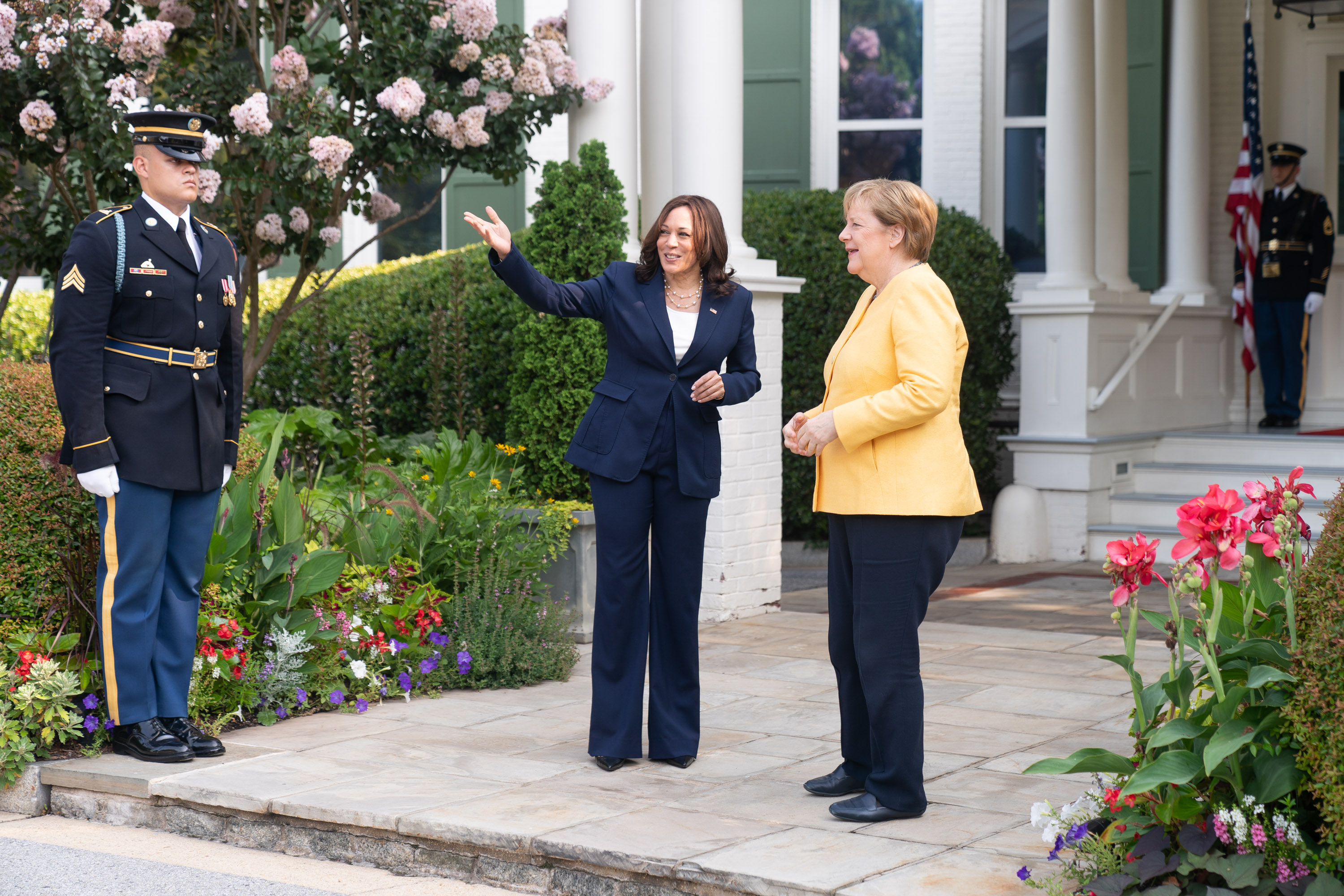
Harris e il cancelliere tedesco Angela Merkel, luglio 2021

Nel giugno del 2021 la Harris ha visitato ufficialmente il Messico e il Guatemala, con lo scopo di trovare una soluzione all'ondata migratoria che dall'America centrale si dirige verso il confine statunitense meridionale: si è tuttavia attirata numerose critiche quando, in una conferenza congiunta con il presidente guatemalteco Alejandro Giammattei, si è rivolta agli emigranti chiedendo di non venire negli Stati Uniti illegalmente.
In agosto la Harris si è recata in Estremo Oriente, in un tour ufficiale che mira a rassicurare i Paesi alleati nell'area indo-pacifica, minacciati dalle mire economiche e dalle ambizioni espansioniste della Cina, considerata una minaccia per gli alleati degli Stati Uniti.

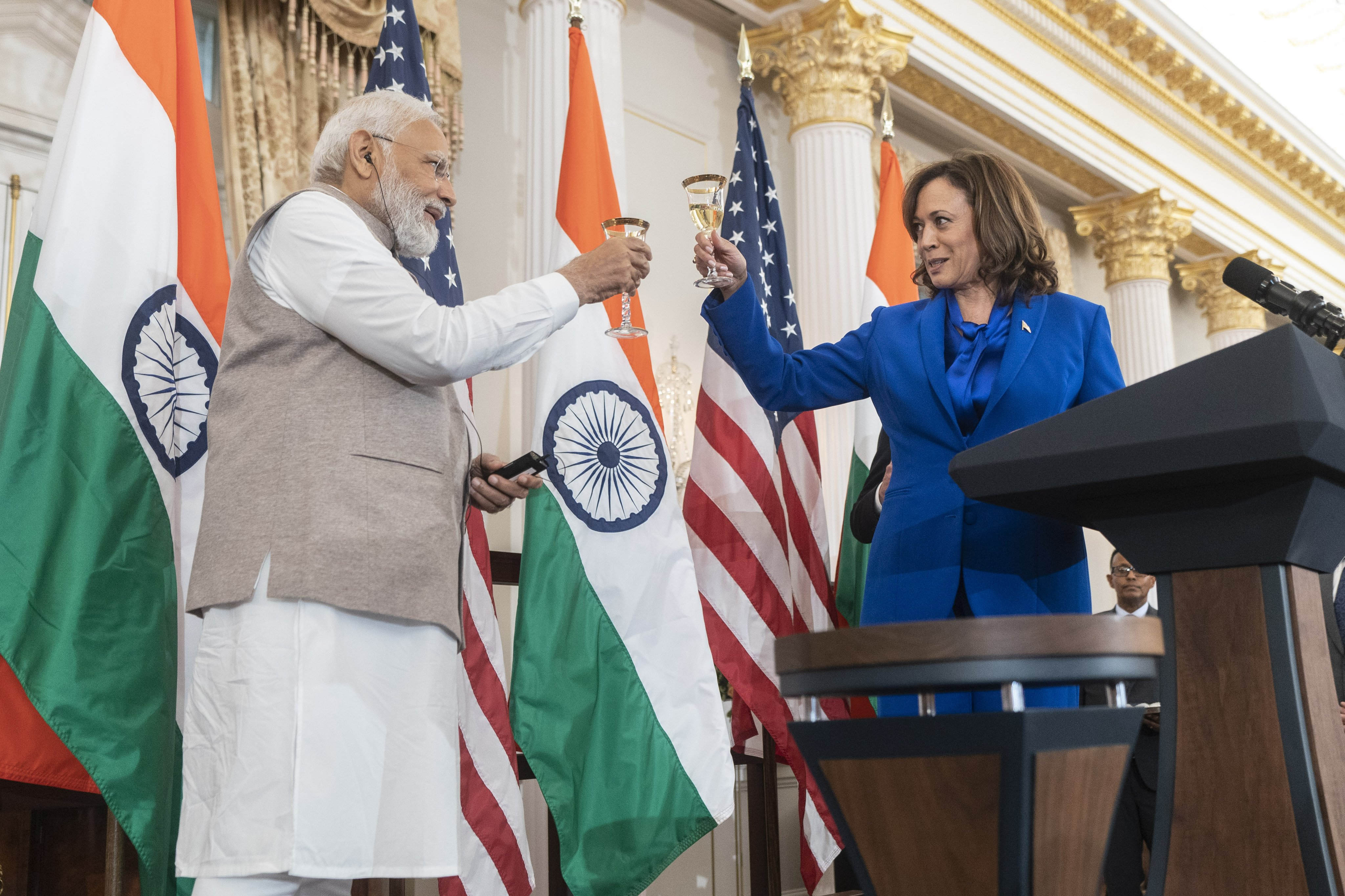
Harris e il primo ministro indiano Narendra Modi, giugno 2023

Il 19 novembre 2021, mentre Biden è incosciente a causa dell'anestesia a cui viene sottoposto per svolgere una colonscopia, la Harris lo sostituisce nel ruolo di Presidente per la durata dell'esame endoscopico, come sancisce il 25° emendamento, diventando la prima donna di sempre a ricoprire, anche se solo temporaneamente, il ruolo presidenziale.
Nel maggio 2021, Harris è diventata la prima donna oratrice di inizio anno presso l'Accademia navale degli Stati Uniti. Nel maggio 2023, Harris è diventata la prima donna a tenere un discorso di inizio anno a West Point.
Il mandato di Harris ha visto alti turnover di personale che hanno incluso le partenze del suo capo di gabinetto, vice capo di gabinetto, addetto stampa, vice addetto stampa, direttore delle comunicazioni e capo redattore dei discorsi. Una fonte anonima ha affermato che si sono dimessi perché loro e altri membri dello staff "si sentono spesso maltrattati" dai dipendenti senior". Symone Sanders, consigliere senior e portavoce capo di Harris, ha respinto le "lamentele" e ha difeso il loro stile di gestione, in particolare per aver dato opportunità alle donne nere. La stessa Sanders si è dimessa dal suo incarico nel dicembre 2021.
Nel novembre 2023, Harris ha promesso che l'amministrazione Biden non avrebbe posto condizioni agli aiuti degli Stati Uniti a Israele nella sua guerra con Hamas a Gaza. Nel marzo 2024, Harris ha criticato le azioni di Israele durante la guerra tra Israele e Hamas, affermando: "Data l'immensa portata della sofferenza a Gaza, deve esserci un cessate il fuoco immediato per almeno le prossime sei settimane... Questo farà uscire gli ostaggi e farà entrare una quantità significativa di aiuti".
Sia nel 2022 che nel 2023 risulta la terza donna più potente al mondo, dietro solo ad Ursula von der Leyen e Christine Lagarde.

### Elezioni presidenziali 2024

#### Campagna presidenziale

Logo della campagna per le primarie

Il 21 luglio 2024, in seguito al ritiro di Joe Biden, Harris tramite un tweet ha annunciato ufficialmente la sua candidatura alle primarie democratiche in vista delle elezioni presidenziali del 2024. Il giorno successivo si è assicurata la nomina in pectore, in quanto i delegati vinti da Joe Biden nelle primarie popolari avevano espresso supporto per Harris. È divenuta la candidata ufficiale in seguito alla roll call tenutasi telematicamente dal 2 al 5 agosto. Il giorno successivo, ha ufficialmente annunciato di aver scelto il governatore del Minnesota Tim Walz come candidato vicepresidente. Harris alle elezioni del 5 novembre è stata sconfitta dall'ex-presidente Donald Trump.

Logo della campagna per il ticket Harris-Walz.

## Vita privata

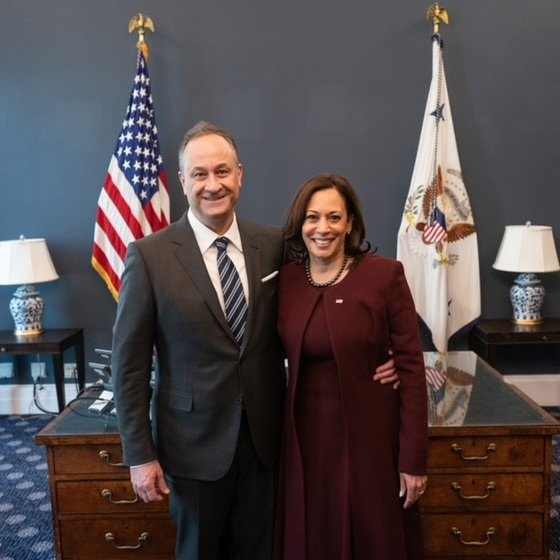
Harris e suo marito Doug Emhoff nel 2021

Kamala Harris, nel 2014, si è sposata a Santa Barbara con l'avvocato californiano (ebreo americano) Douglas Emhoff, che era stato per un periodo partner esecutivo dello studio di Los Angeles Venable LLP. Con l'elezione della moglie all'incarico di vicepresidente, Emhoff è diventato il primo uomo ad assumere il ruolo di Second Gentleman degli Stati Uniti. La Harris di conseguenza è matrigna dei due figli che Emhoff ha avuto dal precedente matrimonio con Kerstin Emhoff. Ad agosto 2019, la Harris e il marito avevano un patrimonio netto stimato in 5,8 milioni di dollari. È membro della Third Baptist Church of San Francisco, una congregazione delle American Baptist Churches USA.
La sorella Maya Harris è analista politica, e il cognato è Tony West, General Counsel di Uber ed ex funzionario del Dipartimento di Giustizia degli Stati Uniti. Sua nipote, Meena Harris, è la fondatrice della Phenomenal Women Action Campaign ed è stata capo di strategia e leadership in Uber.

## Onorificenze

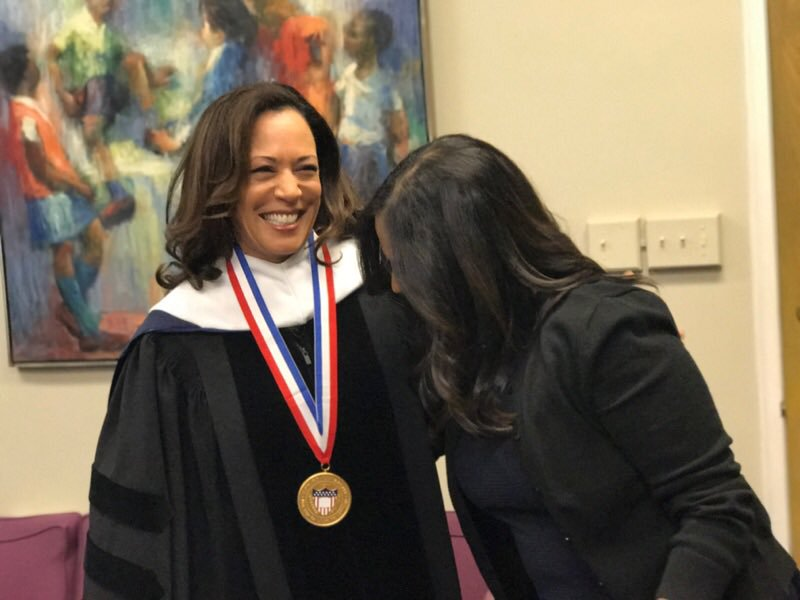
Kamala Harris all'Università Howard nel 2017

Nel 2005 la National Black Prosecutors Association conferì ad Harris il Thurgood Marshall Award. Lo stesso anno Harris comparve nella lista delle "20 donne americane più potenti" stilata da Newsweek. Nel 2006 Harris fu eletta vicepresidente del National District Attorneys Association's Board of Directors e designata a co-dirigere il connesso Corrections and Re-Entry Committee. Fu pure scelta per co-dirigere la commissione reati sessuali della California District Attorneys Association.
Lo stesso anno l'Università Howard assegnò a Harris il suo Outstanding Alumni Award per "opera straordinaria nei campi della legge e del servizio pubblico". Nel 2008 fu elencata fra i 34 procuratori dell'anno dalla rivista California Lawyer. Un articolo del New York Times pubblicato lo stesso anno la indicava come una donna col potenziale per divenire Presidente degli Stati Uniti, sottolineando la sua reputazione di "combattente tosta".
Nel 2010 la più grande rivista legale della California, The Daily Journal, indicò Harris come una delle prime 75 procuratrici di quello Stato, e uno dei primi 100 avvocati di quello Stato. Nel 2013 Time definì Harris una delle "100 persone più influenti al mondo".
Nel 2016 il 20/20 Bipartisan Justice Center conferì a Harris il suo Bipartisan Justice Award assieme al senatore Tim Scott. Nel 2018 Harris fu premiata con l'ECOS Environmental Award per l'autorevole impulso da lei dato alla protezione ambientale.

## Opere
Harris ha scritto due libri di saggistica ed un libro per bambini.
- (EN) Smart on Crime: A Career Prosecutor's Plan to Make Us Safer, San Francisco, CA, Chronicle Books, 2009, ISBN 978-0-8118-6528-9.
- (EN) Superoes Are Everywhere, Londra, Penguin Young Readers Group, 2019, ISBN 978-1-984837-49-3.
- (EN) The Truths We Hold: An American Journey, Diversified Publishing, 2019, ISBN 978-1-984886-22-4.